# Liste der Biografien/How
Liste der Biografien |
Portal Biografien |
Personensuche
# |
A |
B |
C |
D |
E |
F |
G |
H |
I |
J |
K |
L |
M |
N |
O |
P |
Q |
R |
S |
T |
U |
V |
W |
X |
Y |
Z |
?
 
Ha |
Hd |
He |
Hi |
Hj |
Hk |
Hl |
Hm |
Hn |
Ho |
Hr |
Hs |
Ht |
Hu |
Hv |
Hw |
Hy
 
Hoa |
Hob |
Hoc |
Hod |
Hoe |
Hof |
Hog–Hok |
Hol |
Hom |
Hon |
Hoo |
Hop |
Hoq |
Hor |
Hos |
Hot |
Hou |
Hov |
How |
Hox |
Hoy |
Hoz
Die Liste der Biografien führt alle Personen auf, die in der deutschsprachigen Wikipedia einen Artikel haben. Dieses ist eine Teilliste mit 559 Einträgen von Personen, deren Namen mit den Buchstaben „How“ beginnt.

## How
- How, Henry (1828–1879), kanadischer Chemiker, Geologe und Mineraloge
- How, Walter (1885–1972), britischer Seemann und Antarktisreisender
- How, William (1620–1656), englischer Arzt und Botaniker
- How, William Walsham (1823–1897), englischer anglikanischer Bischof, Kirchenlieddichter
- How-Martyn, Edith (1875–1954), britische Politikerin, Suffragette und eine der ersten Fürsprecherinnen der Empfängnisverhütung

### Howa
- Howa, Leslie, US-amerikanische Biathletin

#### Howai
- Howaida, Zahir (1945–2012), afghanischer Sänger

#### Howak
- Howakimjan, Gor (* 2004), armenischer Dreispringer
- Howakimjan, Tatew (* 1992), armenische Schauspielerin

#### Howal
- Howald, Carole (* 1993), Schweizer Curlerin
- Howald, Christel (* 1953), deutsch-schweizerische Kletterin und Bergsteigerin
- Howald, Cyliane (* 1991), Schweizer Moderatorin und Schauspielerin
- Howald, Ernst (1887–1967), Schweizer klassischer Philologe
- Howald, Florian (* 1991), Schweizer Orientierungsläufer
- Howald, Hans (1936–2020), Schweizer Sportmediziner
- Howald, Johannes (1854–1953), Schweizer Lehrer und Schriftsteller
- Howald, Karl (1796–1869), Schweizer Pfarrer und Chronist
- Howald, Lothar (1915–1978), deutscher Maler
- Howald, Oskar (1897–1972), Schweizer Naturwissenschaftler
- Howald, Patrick (* 1969), Schweizer Eishockeyspieler
- Howald, Stefan (* 1953), Schweizer Journalist, Publizist, Redakteur und Übersetzer
- Howaldt, August (1809–1883), deutscher Ingenieur, Konstrukteur, Erfinder und Unternehmer
- Howaldt, August (1838–1868), deutscher Bildhauer
- Howaldt, August Jacob Georg (1870–1937), deutscher Schiffbauer und Unternehmer
- Howaldt, Bernhard (1850–1908), deutscher Unternehmer
- Howaldt, Bernhard junior (1880–1958), deutscher Ingenieur, Reeder und Unternehmer
- Howaldt, David Ferdinand (1772–1850), deutscher Goldschmied
- Howaldt, Georg (1841–1909), deutscher Schiffbauer und Unternehmer
- Howaldt, Georg Ferdinand (1802–1883), deutscher Goldschmied, Bildhauer und Erzgießer
- Howaldt, Hans (1888–1970), U-Boot-Kommandant im Ersten Weltkrieg, Unternehmer, Hochseeregattasegler
- Howaldt, Hans Viktor (1919–1998), deutscher Marineoffizier, Unternehmer, Hochseeregattasegler
- Howaldt, Hans-Peter (* 1956), deutscher Kieferchirurg und Hochschullehrer
- Howaldt, Hermann (1852–1900), deutscher Ingenieur und Unternehmer
- Howaldt, Hermann Heinrich (1841–1891), deutscher Bildhauer, Erzgießer und Kupfertreiber
- Howaldt, Jürgen (* 1960), deutscher Soziologe
- Howaldt, Kurt (1877–1943), deutscher Ingenieur und Manager der Elektrizitätswirtschaft

#### Howan
- Howaniec, Henry Theophilus (1931–2018), US-amerikanischer Ordensgeistlicher, römisch-katholischer Bischof von Almaty, Kasachstan
- Howanietz, Franz (1897–1972), österreichischer Maler

#### Howar
- Howar, Tim (* 1969), kanadischer Schauspieler, Sänger und TänzerTim Howar (* 1969)

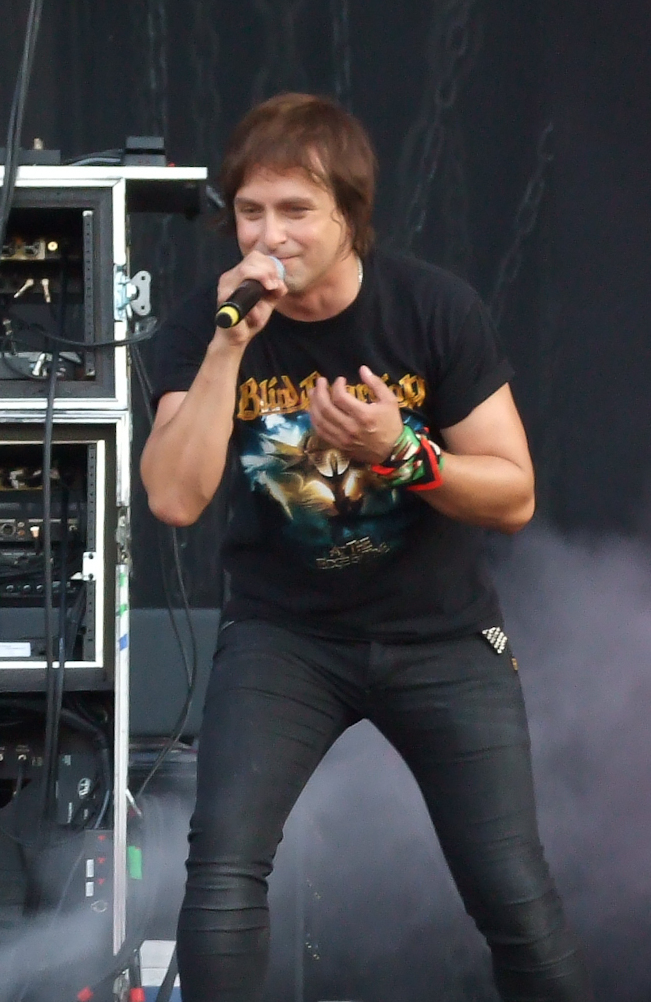
Tim Howar (* 1969)

##### Howard
- Howard Vyse, Richard William (1784–1853), britischer Offizier, Ägyptologe und Politiker
- Howard, Ada (1829–1907), US-amerikanische Pädagogin und Hochschullehrerin
- Howard, Adina (* 1974), US-amerikanische Sängerin
- Howard, Alan (1937–2015), britischer Theater- und Filmschauspieler
- Howard, Alan (* 1963), britischer Hedgefonds-Manager
- Howard, Albert (1873–1947), britischer Mykologe und Pionier der natürlichen Landwirtschaft
- Howard, Albert Andrew (1858–1925), US-amerikanischer Klassischer Philologe
- Howard, Albert C. (1828–1910), US-amerikanischer Politiker
- Howard, Alejandra (* 2010), amerikanisch-spanische Schauspielerin
- Howard, Andrew (* 1969), walisischer SchauspielerAndrew Howard (* 1969)

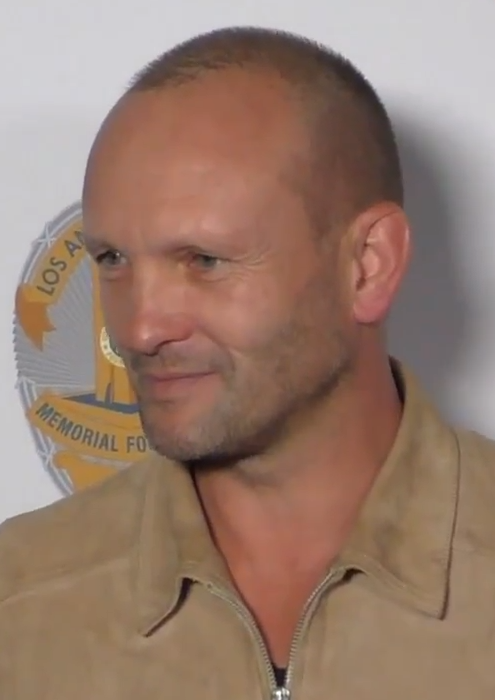
Andrew Howard (* 1969)

- Howard, Anita (* 1969), US-amerikanische Leichtathletin
- Howard, Ann (1924–2007), amerikanische Klubbesitzerin
- Howard, Ann (1934–2014), britische Opernsängerin (Mezzosopran)
- Howard, Anthony (1934–2010), britischer Journalist, Herausgeber und Publizist
- Howard, Arliss (* 1954), US-amerikanischer Filmschauspieler, Regisseur und Produzent
- Howard, Arthur Clifford (1893–1971), australischer Erfinder und Unternehmer
- Howard, Ayanna (* 1972), US-amerikanische Robotikerin
- Howard, Barbara (1920–2017), kanadische Sprinterin
- Howard, Barbara (* 1956), US-amerikanische Schauspielerin und Psychotherapeutin
- Howard, Bart (1915–2004), US-amerikanischer Jazz-Komponist
- Howard, Ben (* 1987), englischer Singer-Songwriter
- Howard, Benjamin (1760–1814), US-amerikanischer Politiker (Demokratisch-Republikanische Partei) und Territorialgouverneur im Louisiana-Territorium
- Howard, Benjamin Chew (1791–1872), US-amerikanischer Politiker
- Howard, Bernard, 12. Duke of Norfolk (1765–1842), britischer Peer
- Howard, Blanche Willis (1847–1898), amerikanische Schriftstellerin
- Howard, Bob (1906–1986), US-amerikanischer Jazz-Pianist und Sänger
- Howard, Bob (* 1955), US-amerikanischer Freestyle-Skisportler
- Howard, Brenda (1946–2005), amerikanische Aktivistin
- Howard, Brittany (* 1988), US-amerikanische Musikerin, Sängerin und Songwriterin
- Howard, Bryce Dallas (* 1981), US-amerikanische Schauspielerin und FilmregisseurinBryce Dallas Howard (* 1981)

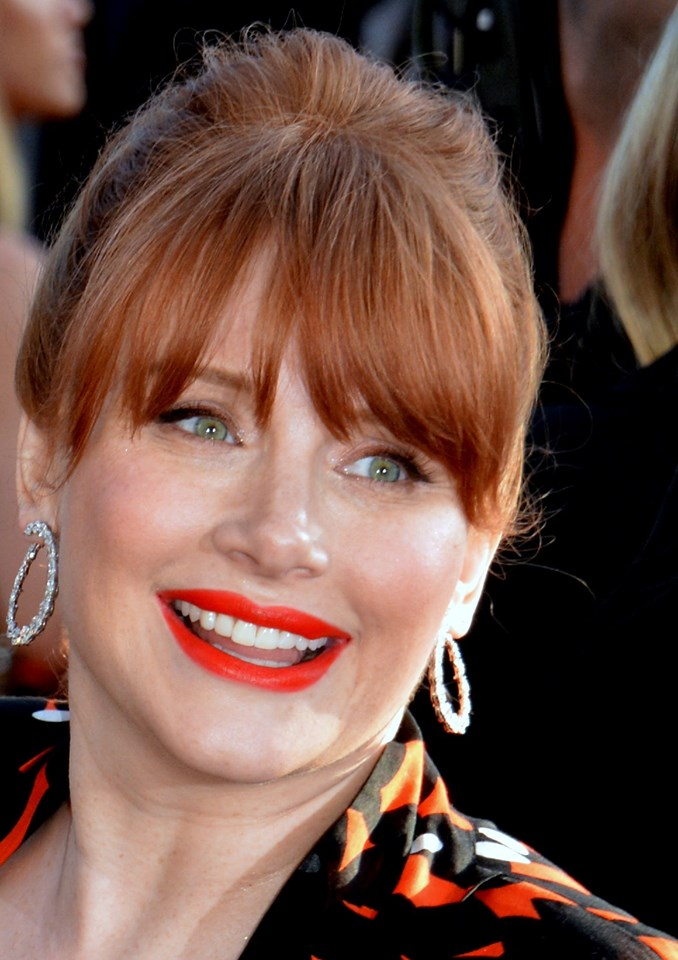
Bryce Dallas Howard (* 1981)

- Howard, Byron (* 1968), US-amerikanischer Animator und Regisseur
- Howard, Catherine († 1542), 5. Ehefrau des englischen Königs Heinrich VIII.
- Howard, Cecil de Blaquiere (1888–1956), kanadisch-amerikanischer Bildhauer, Maler und Zeichner
- Howard, Charles, 1. Earl of Nottingham (1536–1624), englischer Staatsmann und Admiral
- Howard, Charles, 10. Duke of Norfolk (1720–1786), englisch-britischer Schriftsteller und Peer
- Howard, Charles, 2. Earl of Nottingham (1579–1642), englischer Adeliger
- Howard, Charles, 20. Earl of Suffolk (1906–1941), britischer Chemiker und Bombenentschärfer
- Howard, Clifford (1923–2008), kanadischer Regattasegler
- Howard, Clint (* 1959), US-amerikanischer SchauspielerClint Howard (* 1959)

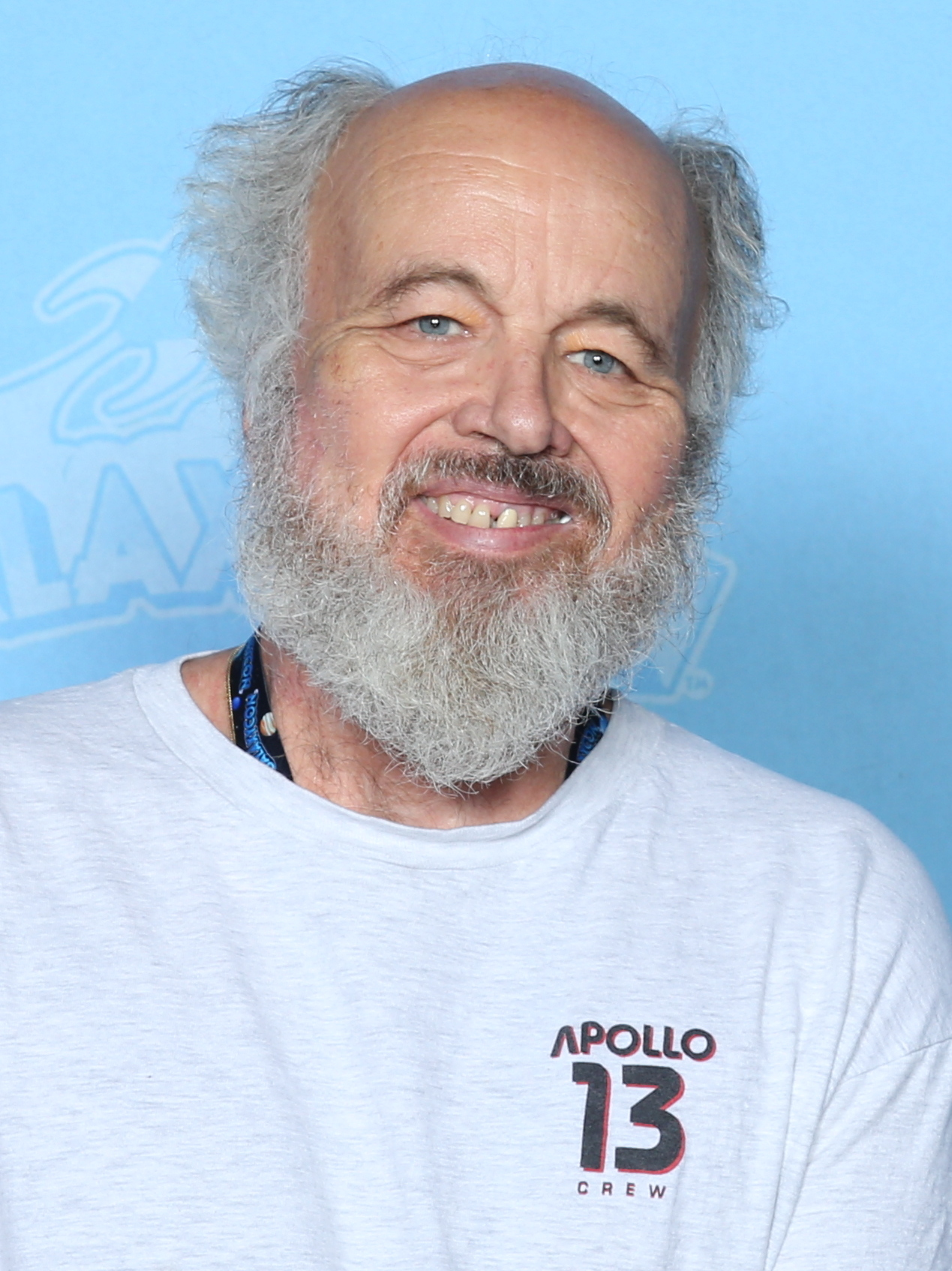
Clint Howard (* 1959)

- Howard, Curly (1903–1952), US-amerikanischer Komiker
- Howard, Cy (1915–1993), US-amerikanischer Drehbuchautor, Filmregisseur und -Produktionsleiter
- Howard, Daniel E. (1861–1935), liberianischer Präsident
- Howard, Darnell (1905–1966), US-amerikanischer Jazzsaxophonist und Klarinettist
- Howard, David (1918–2023), kanadischer Regattasegler
- Howard, David (* 1959), neuseeländischer Dichter und Herausgeber
- Howard, Denean (* 1964), US-amerikanische Leichtathletin
- Howard, Desmond (* 1970), US-amerikanischer Footballspieler
- Howard, Dick (1935–1967), US-amerikanischer Hürdenläufer
- Howard, Dorothy (1929–2013), kanadische Sängerin in der Stimmlage Mezzosopran und Musikpädagogin
- Howard, Douglas (1897–1987), britischer Diplomat
- Howard, Dwight (* 1985), US-amerikanischer Basketballspieler
- Howard, Ebenezer (1850–1928), britischer Stadtplaner und Erfinder der GartenstadtEbenezer Howard (1850–1928)

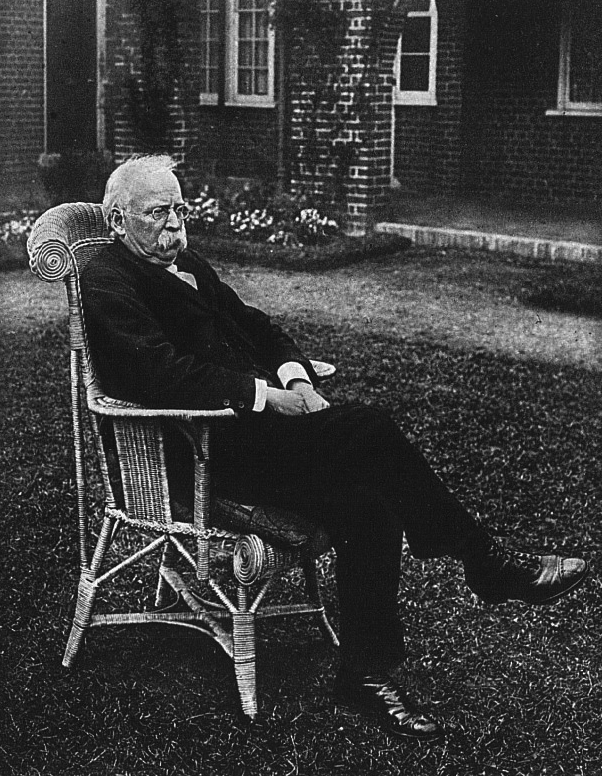
Ebenezer Howard (1850–1928)

- Howard, Ed (* 1960), US-amerikanischer Jazz-Bassist
- Howard, Eddy (1914–1963), US-amerikanischer Sänger und Bandleader
- Howard, Edgar (1858–1951), US-amerikanischer Politiker
- Howard, Edmund (1478–1539), englischer Adliger
- Howard, Edward Charles (1774–1816), britischer Chemiker
- Howard, Edward Daniel (1877–1983), US-amerikanischer römisch-katholischer Geistlicher
- Howard, Edward Henry (1829–1892), englischer Geistlicher, Kardinal
- Howard, Edward, 9. Duke of Norfolk (1686–1777), englisch-britischer Peer
- Howard, Elbert (1938–2018), US-amerikanischer Bürgerrechtler
- Howard, Elizabeth Jane (1923–2014), britische Schriftstellerin
- Howard, Elston (1929–1980), US-amerikanischer Baseballspieler
- Howard, Emily (* 1979), britische Komponistin
- Howard, Esmé, 1. Baron Howard of Penrith (1863–1939), britischer Botschafter, Oberhausmitglied
- Howard, Esther (1892–1965), US-amerikanische Schauspielerin
- Howard, Euan, 4. Baron Strathcona and Mount Royal (1923–2018), britischer Politiker
- Howard, Everette B. (1873–1950), US-amerikanischer Politiker
- Howard, Felix (* 1973), britischer Songwriter und Model
- Howard, Frances (1590–1632), englische AdligeFrances Howard (1590–1632)

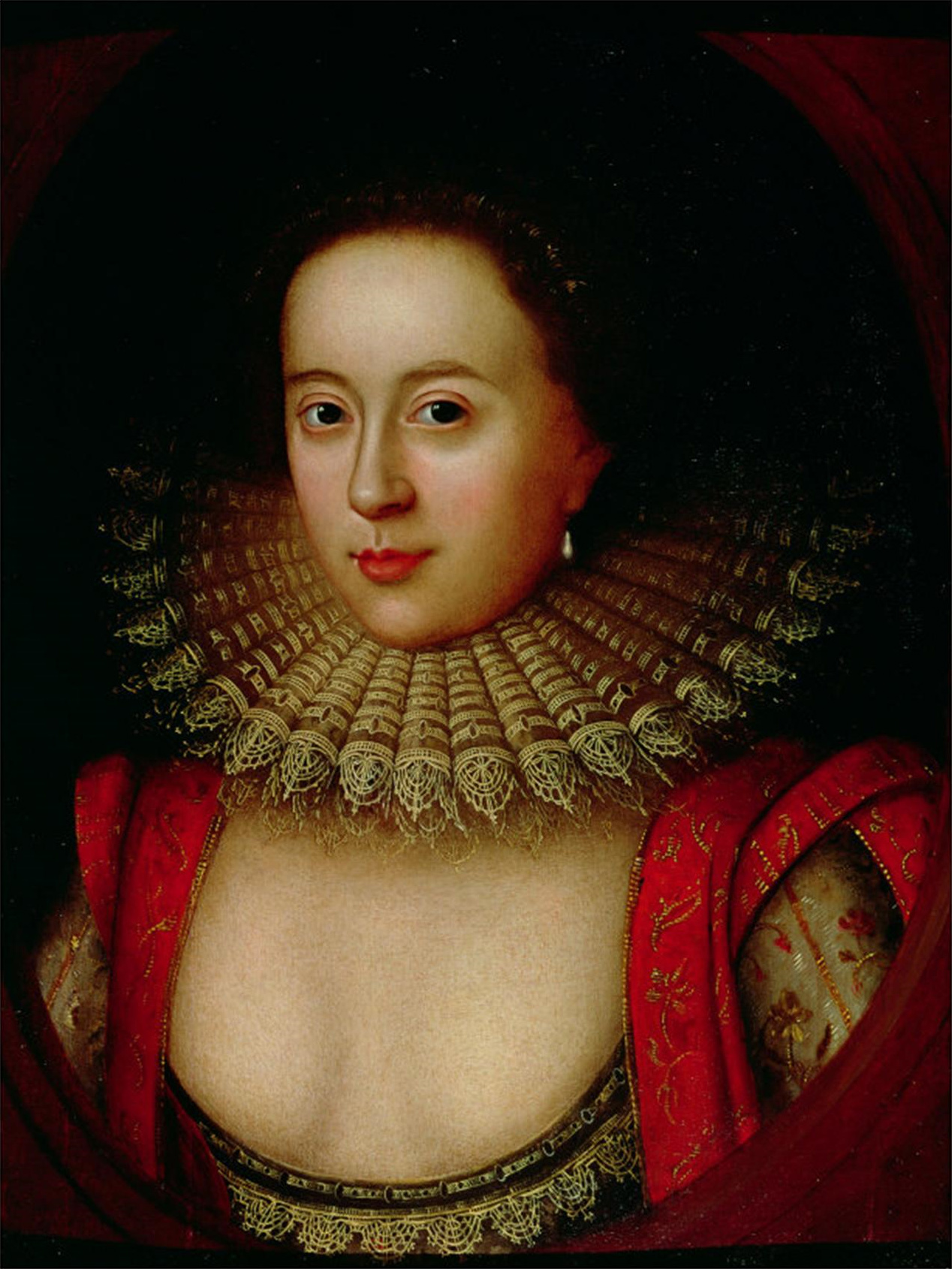
Frances Howard (1590–1632)

- Howard, Francis William (1867–1944), US-amerikanischer Geistlicher, römisch-katholischer Bischof von Covington
- Howard, Francis, 6. Baron Howard of Effingham (1643–1695), englischer Adliger, Politiker und Gouverneur von Virginia
- Howard, Frank (1805–1866), britischer Maler, Lithograf und Kunstschriftsteller
- Howard, George (1718–1796), britischer Offizier und Politiker
- Howard, George (1789–1846), US-amerikanischer Politiker, Gouverneur von Maryland
- Howard, George (1935–2018), US-amerikanischer Theologe und Hebraist
- Howard, George Elliot (1849–1928), US-amerikanischer Historiker und Soziologe
- Howard, George, 13. Earl of Carlisle (* 1949), britischer Peer und Politiker
- Howard, George, 6. Earl of Carlisle (1773–1848), britischer Staatsmann
- Howard, George, Baron Howard of Henderskelfe (1920–1984), britischer Politiker, Offizier und Medienmann
- Howard, Gregory (* 1948), US-amerikanischer Basketballspieler
- Howard, Greville, Baron Howard of Rising (* 1941), britischer konservativer Politiker
- Howard, Guy Victor (1879–1954), US-amerikanischer Politiker
- Howard, Harlan (1927–2002), US-amerikanischer Country-Musiker und Komponist
- Howard, Harriet (1823–1865), Mätresse Napoleons III.
- Howard, Hartley (* 1908), englischer Journalist und Schriftsteller
- Howard, Hayden (1925–2014), amerikanischer Schriftsteller
- Howard, Henrietta, Countess of Suffolk (1688–1767), Mätresse von König Georg II.
- Howard, Henry (1769–1847), britischer Historien- und Bildnismaler
- Howard, Henry (1826–1905), US-amerikanischer Politiker
- Howard, Henry Mowbray (1873–1953), britisch-US-amerikanischer Marinemaler der Düsseldorfer Schule sowie ein Offizier der Royal Navy
- Howard, Henry, 13. Duke of Norfolk (1791–1856), britischer Politiker und Peer
- Howard, Henry, 22. Earl of Arundel (1608–1652), englischer Adeliger
- Howard, Henry, 6. Duke of Norfolk (1628–1684), englischer Adliger
- Howard, Henry, 7. Duke of Norfolk (1655–1701), englischer Peer und Staatsmann
- Howard, Henry, Earl of Surrey (1516–1547), englischer Adliger und DichterHenry Howard, Earl of Surrey (1516–1547)

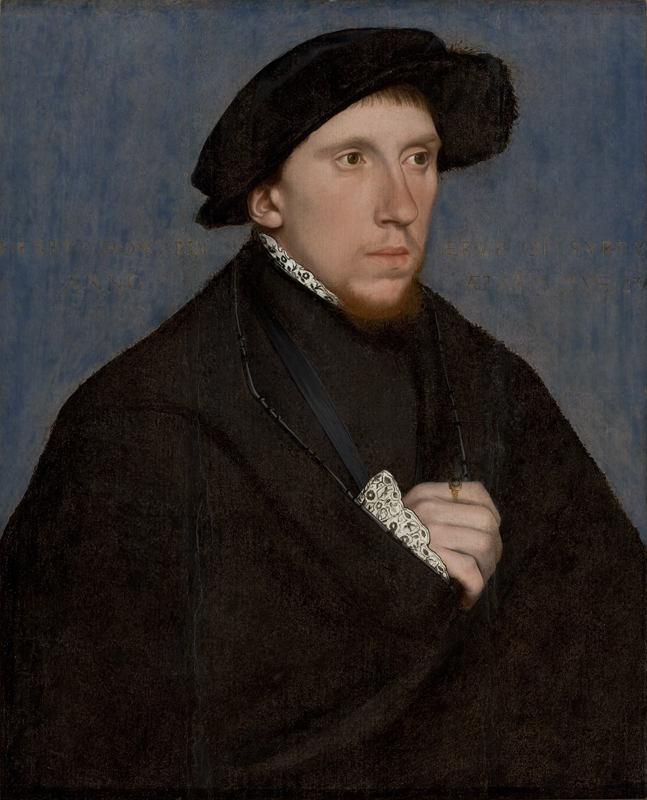
Henry Howard, Earl of Surrey (1516–1547)

- Howard, Hildegarde (1901–1998), US-amerikanische Paläontologin
- Howard, Jack (* 1981), mikronesischer Sprinter
- Howard, Jacob M. (1805–1871), US-amerikanischer Politiker
- Howard, Jalon (* 1999), US-amerikanischer Schauspieler
- Howard, James J. (1927–1988), US-amerikanischer Politiker
- Howard, James L. (1818–1906), US-amerikanischer Politiker
- Howard, James Newton (* 1951), US-amerikanischer Komponist und MusikproduzentJames Newton Howard (* 1951)

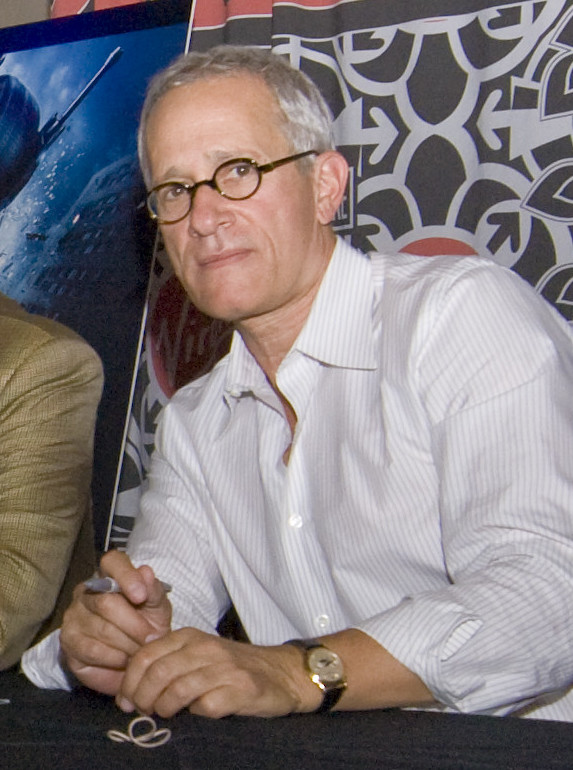
James Newton Howard (* 1951)

- Howard, James, 3. Earl of Suffolk (1620–1689), englischer Adliger
- Howard, Jamie (* 1976), US-amerikanischer Wrestler
- Howard, Jay (* 1981), britischer Rennfahrer
- Howard, Jean E. (* 1948), US-amerikanische Literaturwissenschaftlerin
- Howard, Jeffrey R. (* 1955), US-amerikanischer Jurist
- Howard, Jeremy (* 1981), US-amerikanischer Filmschauspieler
- Howard, Jett (* 2003), US-amerikanischer Basketballspieler
- Howard, Jimmy (* 1984), US-amerikanischer Eishockeytorwart
- Howard, JoGayle (1951–2011), US-amerikanische Tierärztin und Reproduktionsmedizinerin
- Howard, John (1726–1790), englischer Philanthrop und Reformer des Strafvollzugs
- Howard, John (1888–1937), kanadischer Leichtathlet
- Howard, John (1912–1999), britischer Major während des Zweiten Weltkrieges
- Howard, John (1913–1995), US-amerikanischer Schauspieler
- Howard, John (* 1939), australischer Premierminister
- Howard, John (* 1947), US-amerikanischer Radrennfahrer und Triathlet
- Howard, John (* 1952), australischer Bühnen- und Filmschauspieler
- Howard, John (* 1981), mikronesischer Sprinter
- Howard, John C. (1930–1983), US-amerikanischer Filmeditor
- Howard, John Eager (1752–1827), US-amerikanischer Politiker
- Howard, John Eager (1902–1985), US-amerikanischer Endokrinologe
- Howard, John George (1803–1890), kanadischer Architekt und Baumeister
- Howard, John, 1. Duke of Norfolk († 1485), englischer AdligerJohn Howard, 1. Duke of Norfolk († 1485)

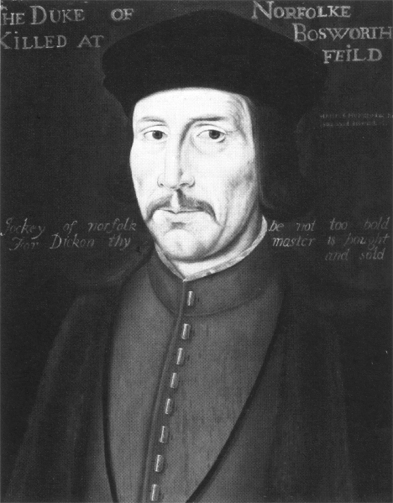
John Howard, 1. Duke of Norfolk († 1485)

- Howard, Jonas G. (1825–1911), US-amerikanischer Politiker
- Howard, Jonathan, britischer Schauspieler
- Howard, Joseph (1862–1925), maltesischer Premierminister
- Howard, Josh (* 1980), US-amerikanischer Basketballspieler
- Howard, Julian (* 1989), deutscher Leichtathlet
- Howard, Juwan (* 1973), US-amerikanischer Basketballspieler
- Howard, Kathleen (1884–1956), kanadisch-amerikanische Schauspielerin, Opernsängerin (Alt) und Journalistin
- Howard, Ken (1944–2016), US-amerikanischer SchauspielerKen Howard (1944–2016)

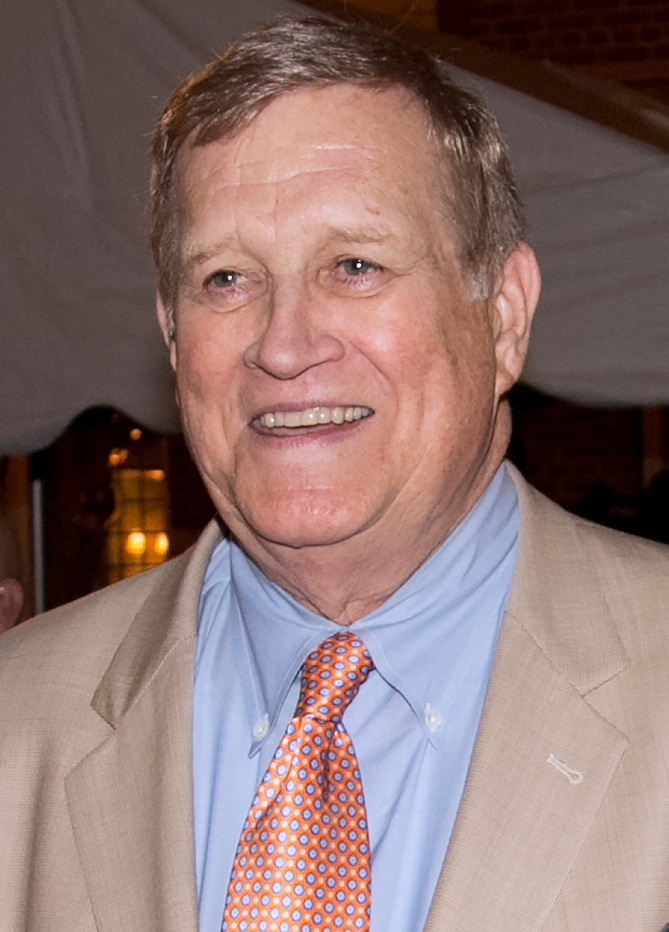
Ken Howard (1944–2016)

- Howard, Kenneth Charles (1939–2024), britischer Musikproduzent und Komponist
- Howard, Kenneth I. (1932–2000), US-amerikanischer Psychotherapieforscher und Psychotherapeut
- Howard, Kenneth, 1. Earl of Effingham (1767–1845), britischer Soldat und Adliger
- Howard, Kid (1908–1966), US-amerikanischer Jazz-Trompeter
- Howard, Kyle (* 1978), US-amerikanischer Schauspieler
- Howard, Laura (* 1977), britische Schauspielerin
- Howard, Leigh (* 1989), australischer Bahn- und Straßenradrennfahrer
- Howard, Leland Ossian (1857–1950), US-amerikanischer Entomologe
- Howard, Len (1894–1973), britische Naturforscherin und Musikerin
- Howard, Leslie (1893–1943), britischer Bühnen- und Filmschauspieler
- Howard, Leslie (* 1948), australischer Konzertpianist, Komponist, Dirigent und Wissenschaftler
- Howard, Linda (* 1950), US-amerikanische Schriftstellerin
- Howard, Linda (* 1955), englische Tischtennisspielerin
- Howard, Lisa (* 1963), kanadische SchauspielerinLisa Howard (* 1963)

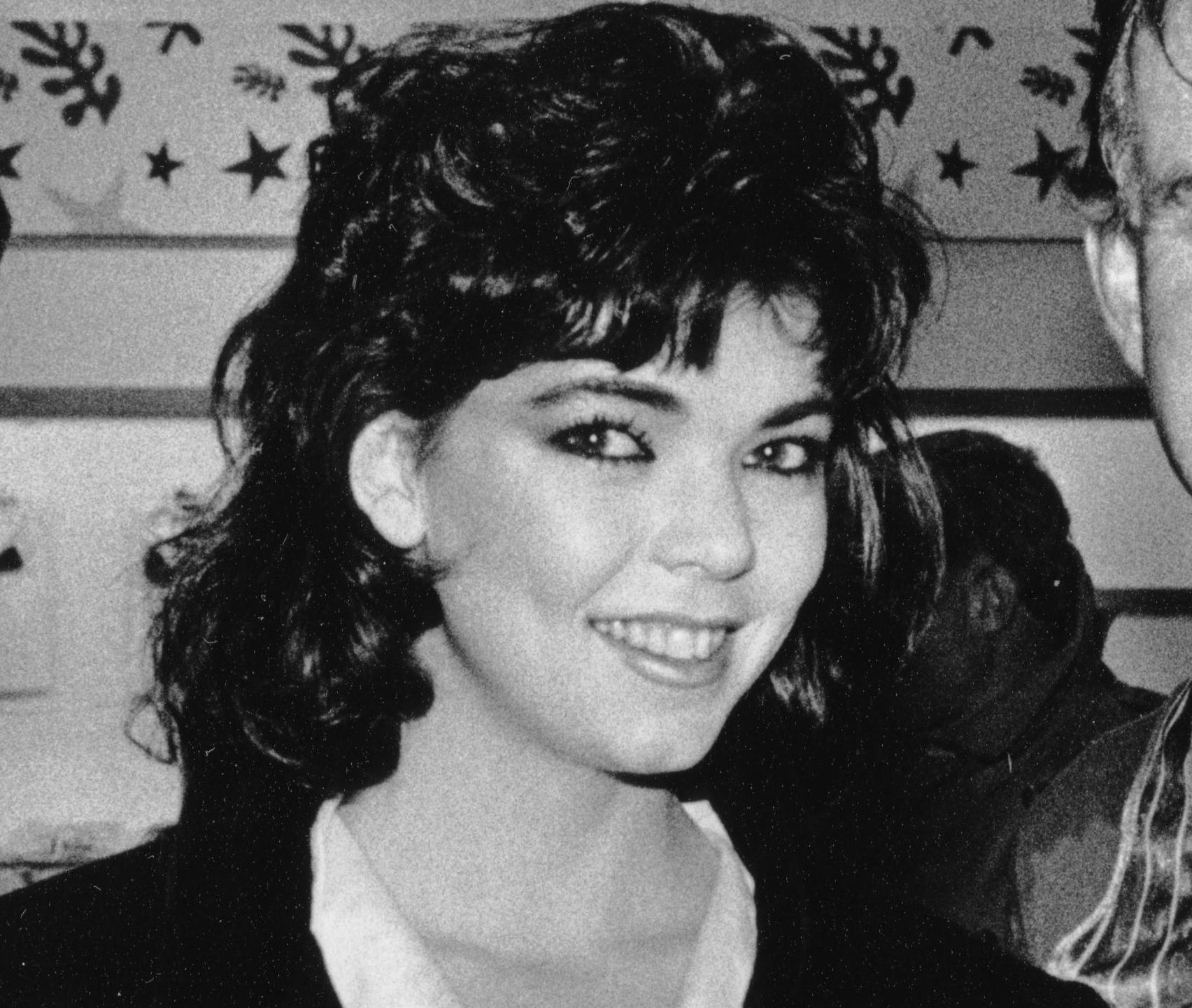
Lisa Howard (* 1963)

- Howard, Louis Norberg (1929–2015), US-amerikanischer Mathematiker
- Howard, Luke (1772–1864), englischer Pharmakologe und Meteorologe
- Howard, Mabel (1894–1972), neuseeländische Ministerin
- Howard, Malcolm (* 1983), kanadischer Ruderer
- Howard, Marisa (* 1992), US-amerikanische Hindernisläuferin
- Howard, Mary (1913–2009), US-amerikanische Schauspielerin
- Howard, Matt (* 1989), US-amerikanischer Basketballspieler
- Howard, Maureen (1930–2022), US-amerikanische Schriftstellerin
- Howard, Michael (1922–2019), britischer Offizier und Militärhistoriker
- Howard, Michael (* 1928), britischer Fechter
- Howard, Michael (* 1941), britischer Politiker, Mitglied des House of Commons
- Howard, Michael, 21. Earl of Suffolk (1935–2022), britischer Peer und Politiker (Conservative Party)
- Howard, Michelle J. (* 1960), US-amerikanischer Admiral
- Howard, Milford W. (1862–1937), US-amerikanischer Politiker (Populist Party)
- Howard, Moe (1897–1975), US-amerikanischer Komiker (The Three Stooges)
- Howard, Natasha (* 1991), US-amerikanische Basketballspielerin
- Howard, Neva, US-amerikanische Choreografin
- Howard, Nick (* 1982), britischer PopsängerNick Howard (* 1982)

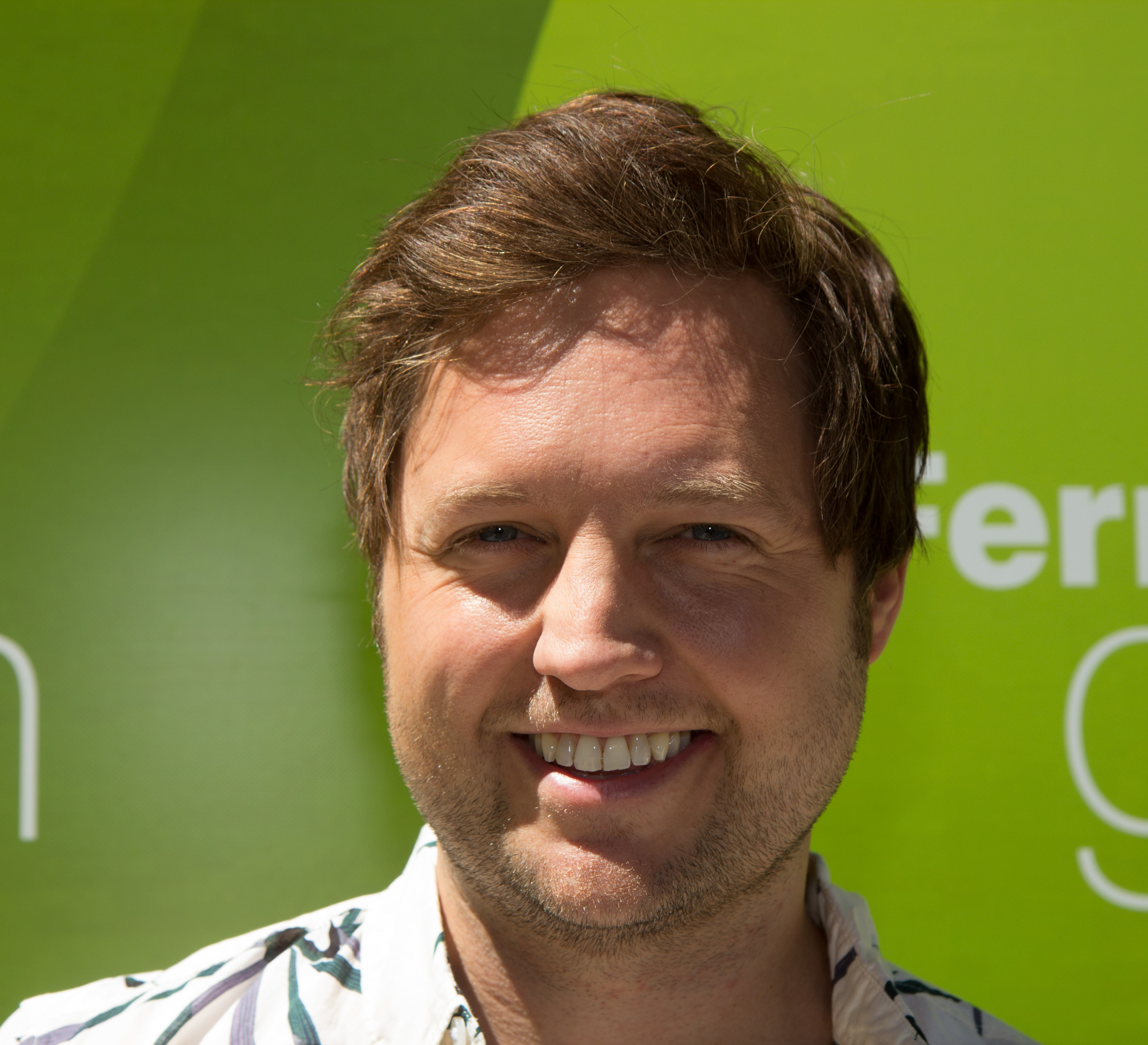
Nick Howard (* 1982)

- Howard, Noah (1943–2010), US-amerikanischer Jazzsaxophonist
- Howard, Norman (* 1944), amerikanischer Jazzmusiker (Trompete, Komposition)
- Howard, O. J. (* 1994), US-amerikanischer Footballspieler
- Howard, Oliver Otis (1830–1909), US-amerikanischer Heeresoffizier
- Howard, Paul (1895–1980), US-amerikanischer Jazzmusiker (Saxophon, Klarinette) und Bandleader
- Howard, Paul (* 1968), US-amerikanisch-britischer Basketballspieler
- Howard, Peter (1878–1969), Stadtoriginal und Exzentriker in Hollywood
- Howard, Peter (1908–1965), britischer Journalist, Dramatiker, Rugbyspieler, Anführer der Moral Re-Armament und Bobfahrer
- Howard, Philip Thomas (1629–1694), englischer Adliger, Dominikaner und Kardinal
- Howard, Philip, 20. Earl of Arundel (1557–1595), englischer Adliger und Märtyrer, Heiliger der katholischen Kirche
- Howard, Pierre (* 1943), US-amerikanischer Politiker
- Howard, Rachel (* 1977), neuseeländische Fußballtorhüterin
- Howard, Rance (1928–2017), US-amerikanischer Schauspieler
- Howard, Rhyne (* 2000), US-amerikanische Basketballspielerin
- Howard, Richard (1929–2022), US-amerikanischer Dichter, Literaturkritiker, Übersetzer und Hochschullehrer
- Howard, Robert (1906–1936), US-amerikanischer Schriftsteller
- Howard, Robert (1975–2004), US-amerikanischer Dreispringer
- Howard, Robert L. (1939–2009), US-amerikanischer Militär, Colonel der US Army
- Howard, Ron (* 1954), US-amerikanischer Schauspieler, Regisseur und FilmproduzentRon Howard (* 1954)

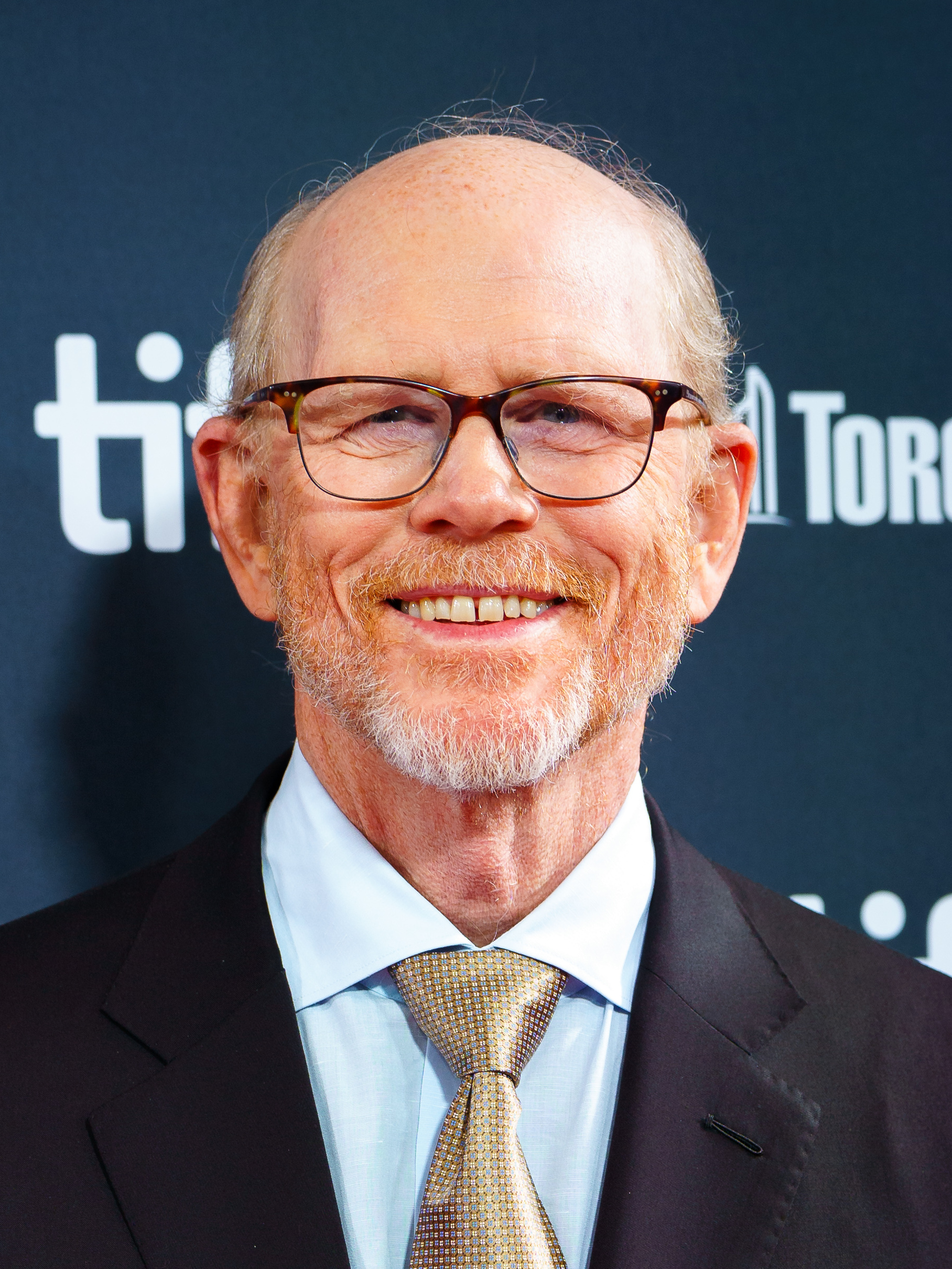
Ron Howard (* 1954)

- Howard, Ronald (1918–1996), britischer Schauspieler
- Howard, Rosalind (1845–1921), englische Abstinenzlerin und Frauenrechtlerin
- Howard, Rosetta (1914–1974), US-amerikanische Jazz- und R&B-Sängerin
- Howard, Rowland S. (1959–2009), australischer Rockmusiker, Gitarrist und SongwriterRowland S. Howard (1959–2009)

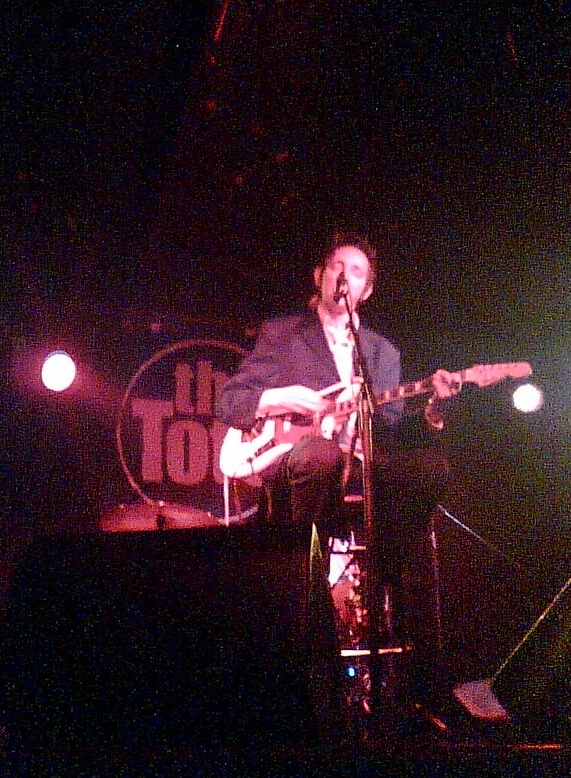
Rowland S. Howard (1959–2009)

- Howard, Russ (* 1956), kanadischer Curler
- Howard, Russell (* 1980), englischer Komiker, Fernsehmoderator, Radiomoderator und Schauspieler
- Howard, Ryan (* 1979), US-amerikanischer Baseballspieler
- Howard, Ryon (* 1984), US-amerikanisch-deutscher Basketballspieler
- Howard, Sandy (1927–2008), US-amerikanischer Filmproduzent
- Howard, Shemp (1895–1955), US-amerikanischer Komiker
- Howard, Sherman (* 1949), US-amerikanischer Schauspieler und Synchronsprecher
- Howard, Sherri (* 1962), US-amerikanische Leichtathletin
- Howard, Sidney (1891–1939), US-amerikanischer Drehbuchautor und Dramatiker
- Howard, Sophie (* 1993), deutsch-schottische Fußballspielerin
- Howard, Susan (* 1944), US-amerikanische Schauspielerin
- Howard, Terrence (* 1969), US-amerikanischer Schauspieler
- Howard, Theophilus, 2. Earl of Suffolk († 1640), englischer Adliger
- Howard, Thomas (1511–1537), englischer Adliger
- Howard, Thomas, 1. Earl of Suffolk (1561–1626), englischer Politiker
- Howard, Thomas, 2. Duke of Norfolk (1443–1524), englischer Feldherr
- Howard, Thomas, 21. Earl of Arundel (1585–1646), englischer Adliger, Diplomat und Kunstsammler
- Howard, Thomas, 3. Duke of Norfolk (1473–1554), englischer Politiker im Kabinett von Heinrich VIII.
- Howard, Thomas, 4. Duke of Norfolk (1538–1572), englischer Adliger und Höfling
- Howard, Thomas, 5. Duke of Norfolk (1627–1677), englischer Peer
- Howard, Thomas, 8. Duke of Norfolk (1683–1732), englisch-britischer Peer
- Howard, Tilghman (1797–1844), US-amerikanischer Jurist und Politiker
- Howard, Tim (* 1979), US-amerikanischer Fußballspieler
- Howard, Tim (* 1996), australischer Hockeyspieler
- Howard, Todd (* 1971), US-amerikanischer Computerspielentwickler
- Howard, Tom (1910–1985), britischer Spezialeffektdesigner
- Howard, Traylor (* 1966), US-amerikanische SchauspielerinTraylor Howard (* 1966)

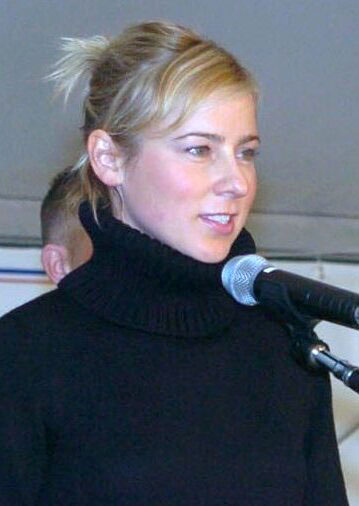
Traylor Howard (* 1966)

- Howard, Trevor (1913–1988), britischer Theater- und Filmschauspieler
- Howard, Tytus (* 1996), US-amerikanischer American-Football-Spieler
- Howard, Vernon (1918–1992), US-amerikanischer Schriftsteller und Vertreter einer spirituellen Philosophie
- Howard, Volney (1809–1889), US-amerikanischer Politiker
- Howard, Walker (* 1980), US-amerikanischer Schauspieler
- Howard, Walter (1910–2005), deutscher Bildhauer
- Howard, Webster Eugene (* 1934), US-amerikanischer Physiker
- Howard, Wil (1879–1945), deutscher Maler, Grafiker, Illustrator, Bildhauer, Kunstgewerbler
- Howard, Wilhelm Hermann (1848–1919), deutscher Agrarökonom
- Howard, William (1563–1640), englischer Adliger und Antiquar
- Howard, William (1817–1891), US-amerikanischer Politiker
- Howard, William (* 1993), französischer Basketballspieler
- Howard, William Alanson (1813–1880), US-amerikanischer Politiker
- Howard, William Alvin (* 1926), US-amerikanischer Logiker
- Howard, William K. (1899–1954), US-amerikanischer Filmregisseur
- Howard, William Marcellus (1857–1932), US-amerikanischer Politiker
- Howard, William S. (1875–1953), US-amerikanischer Politiker
- Howard, William, 1. Baron Howard of Effingham († 1573), englischer Adliger, Hofbeamter und Staatsbeamter
- Howard, William, 1. Viscount Stafford (1614–1680), britischer Landbesitzer und Royalist
- Howard, Xavien (* 1993), US-amerikanischer Footballspieler
- Howard-Dobson, Patrick (1921–2009), britischer General
- Howard-Johnston, James (* 1942), englischer Historiker und Byzantinist
- Howard-Jones, Evlyn (1877–1951), englischer Pianist, Dirigent und Musikpädagoge
- Howard-Taylor, Jewel (* 1963), liberianische Politikerin und GeschäftsfrauJewel Howard-Taylor (* 1963)

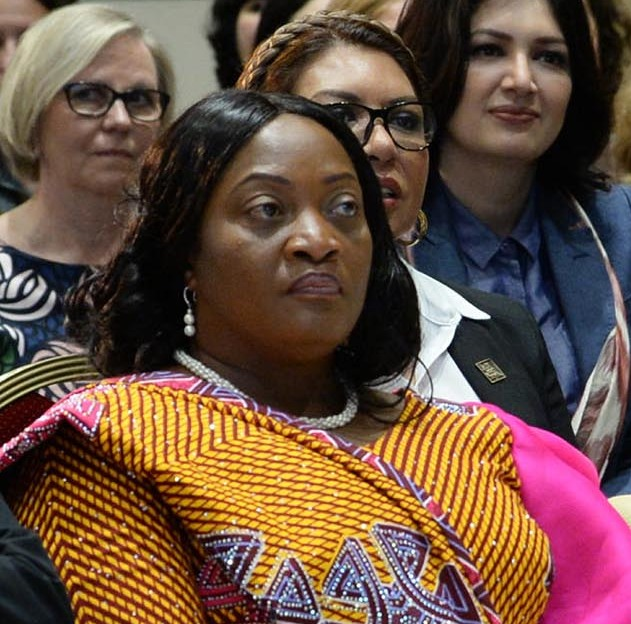
Jewel Howard-Taylor (* 1963)

##### Howart
- Howarth, Alan (* 1948), US-amerikanischer Tonmeister und Filmmusikkomponist
- Howarth, Alan, Baron Howarth of Newport (* 1944), britischer Politiker (Labour Party), Mitglied des House of Commons
- Howarth, Anthony (* 1938), britischer Filmregisseur, Filmproduzent, Kameramann, Fotograf, Fotojournalist und Ingenieur
- Howarth, Gerald (* 1947), britischer Politiker (Conservative Party), Mitglied des House of Commons
- Howarth, John (* 1958), britischer Politiker der Labour Party, MdEP
- Howarth, Julian, britischer Tontechniker
- Howarth, Kate (* 1991), US-amerikanische Fußballspielerin
- Howarth, Leslie (1911–2001), britischer Mathematiker
- Howarth, Michael K., britischer Paläontologe
- Howarth, Toby (* 1962), englischer Theologe, Islamwissenschaftler und Bischof der Church of England
- Howarth, Todd (* 1982), australischer Fußballspieler
- Howarth, Valerie, Baroness Howarth of Breckland (1940–2025), britische Politikerin und Life Peeress

#### Howat
- Howatch, Susan (* 1940), britische Schriftstellerin
- Howatt, Garry (* 1952), kanadischer Eishockeyspieler

#### Howay
- Howayek, Youssef (1883–1962), libanesischer Schriftsteller, Maler und Bildhauer

### Howb
- Howbert, Dan (* 1987), japanischer Fußballspieler

### Howc
- Howcroft, Jack (1874–1962), englischer Fußballschiedsrichter

### Howd
- Howden, Brett (* 1998), kanadischer Eishockeyspieler
- Howden, Quinton (* 1992), kanadischer Eishockeyspieler
- Howden, Reece (* 1998), kanadischer Freestyle-Skisportler
- Howdle, Steven (* 1964), britischer Chemiker und Leiter der School of Chemistry an der University of Nottingham

### Howe
- Howe, Albert R. (1840–1884), US-amerikanischer Politiker
- Howe, Alex (* 1989), US-amerikanischer Biathlet
- Howe, Allan (1927–2000), US-amerikanischer Politiker
- Howe, Andrew (* 1985), italienischer Leichtathlet
- Howe, Anna Mayme (1883–1976), US-amerikanische Mathematikerin und Hochschullehrerin
- Howe, Brian, US-amerikanischer Schauspieler
- Howe, C. D. (1886–1960), Politiker der Liberalen Partei Kanadas
- Howe, Connor (* 2000), kanadischer Eisschnellläufer
- Howe, Don (1935–2015), englischer Fußballspieler und -trainer
- Howe, Eddie (* 1977), englischer Fußballspieler und -trainer
- Howe, Elias (1819–1867), US-amerikanischer Fabrikant und Erfinder einer Nähmaschine
- Howe, Ellic (1910–1991), britischer Schriftsetzer, Autor und Historiker
- Howe, Elspeth, Baroness Howe of Idlicote (1932–2022), britische Life Peeress
- Howe, Fanny (1940–2025), US-amerikanische Dichterin und Schriftstellerin
- Howe, Frank E. (1870–1956), US-amerikanischer Journalist und Politiker
- Howe, Frederic C. (1867–1940), US-amerikanischer Fachanwalt für Steuerrecht, Politiker, Publizist und Reformer
- Howe, Geoffrey (1926–2015), britischer konservativer Politiker, Mitglied des House of Commons
- Howe, Gordie (1928–2016), kanadischer EishockeyspielerGordie Howe (1928–2016)

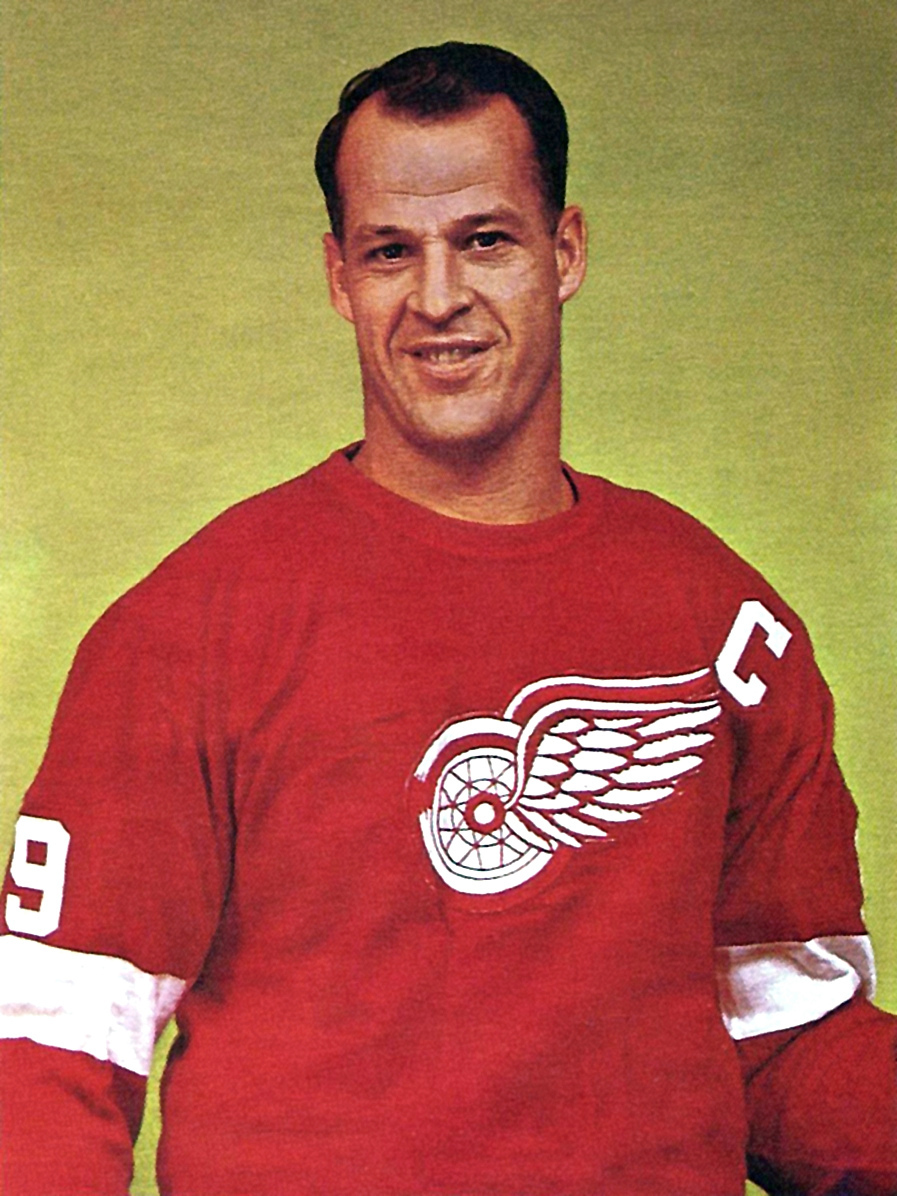
Gordie Howe (1928–2016)

- Howe, Greg (* 1963), US-amerikanischer Gitarrist
- Howe, Günter (1908–1968), deutscher Mathematiker und Physiker
- Howe, Henry Marion (1848–1922), US-amerikanischer Metallurg
- Howe, Herbert Alonzo (1858–1926), US-amerikanischer Astronom und Pädagoge
- Howe, Inge (* 1952), deutsche Politikerin (SPD), MdL
- Howe, Irving (1920–1993), US-amerikanischer Literaturwissenschaftler
- Howe, Jackson (* 1998), kanadischer Volleyballspieler
- Howe, James Lewis (1859–1955), US-amerikanischer Chemiker
- Howe, James R. (1839–1914), US-amerikanischer Politiker
- Howe, James Wong (1899–1976), amerikanischer Kameramann
- Howe, Jens (* 1961), deutscher Florettfechter
- Howe, Jeremy (* 1929), britischer Beamter und Komponist
- Howe, Johann (* 1880), deutscher Politiker (DNVP), MdL
- Howe, John (* 1957), kanadischer BuchillustratorJohn Howe (* 1957)

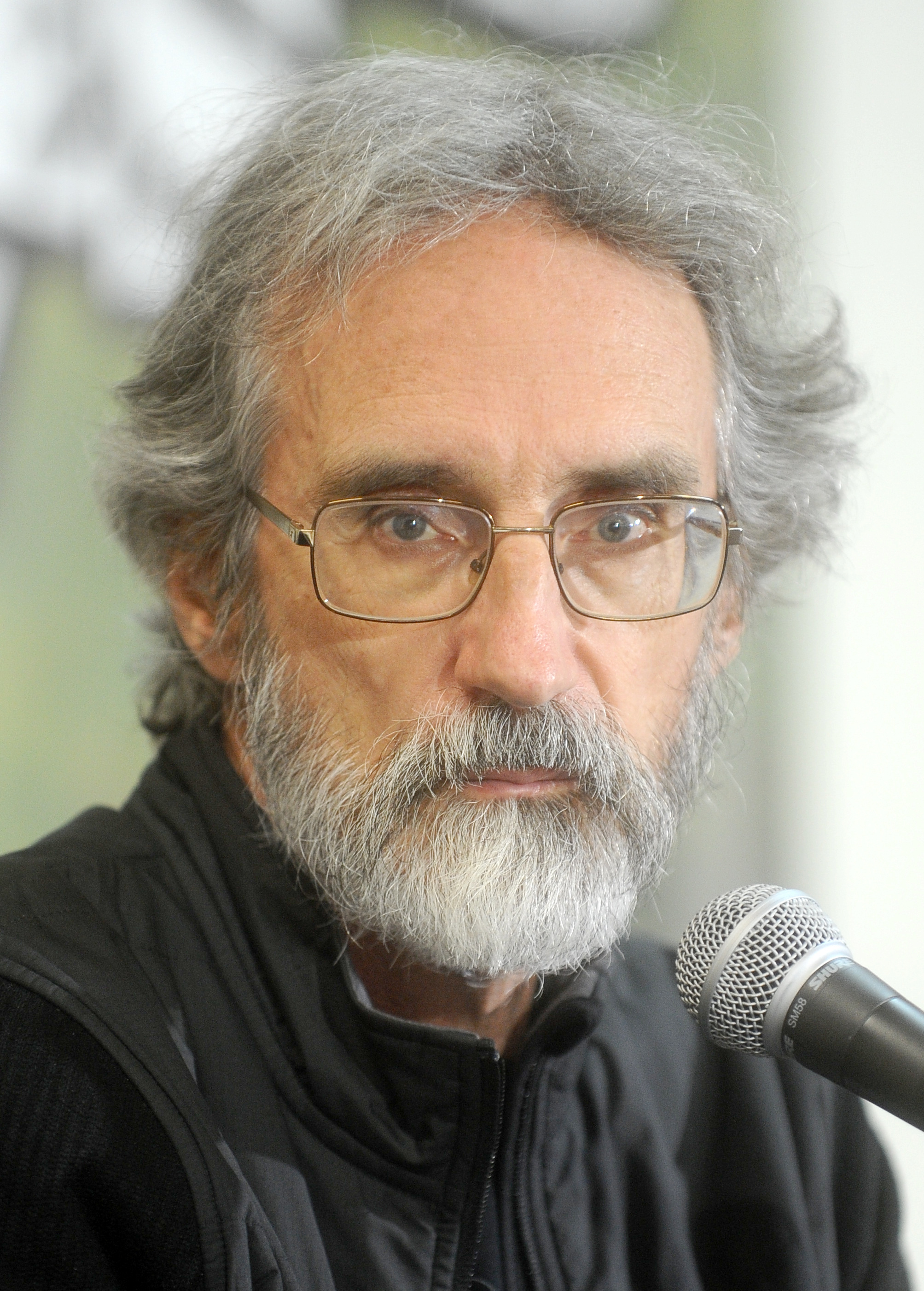
John Howe (* 1957)

- Howe, John Robert (1861–1920), Weltrekordler im Schafscheren
- Howe, John W. (1801–1873), US-amerikanischer Politiker
- Howe, Joseph (1804–1873), kanadischer Politiker und Journalist
- Howe, Julia Ward (1819–1910), amerikanische Dichterin und Schriftstellerin
- Howe, Katrina (* 1986), US-amerikanische Biathletin und Skilangläuferin
- Howe, Kym (* 1980), australische Stabhochspringerin
- Howe, Linda Moulton (* 1942), US-amerikanische JournalistinLinda Moulton Howe (* 1942)

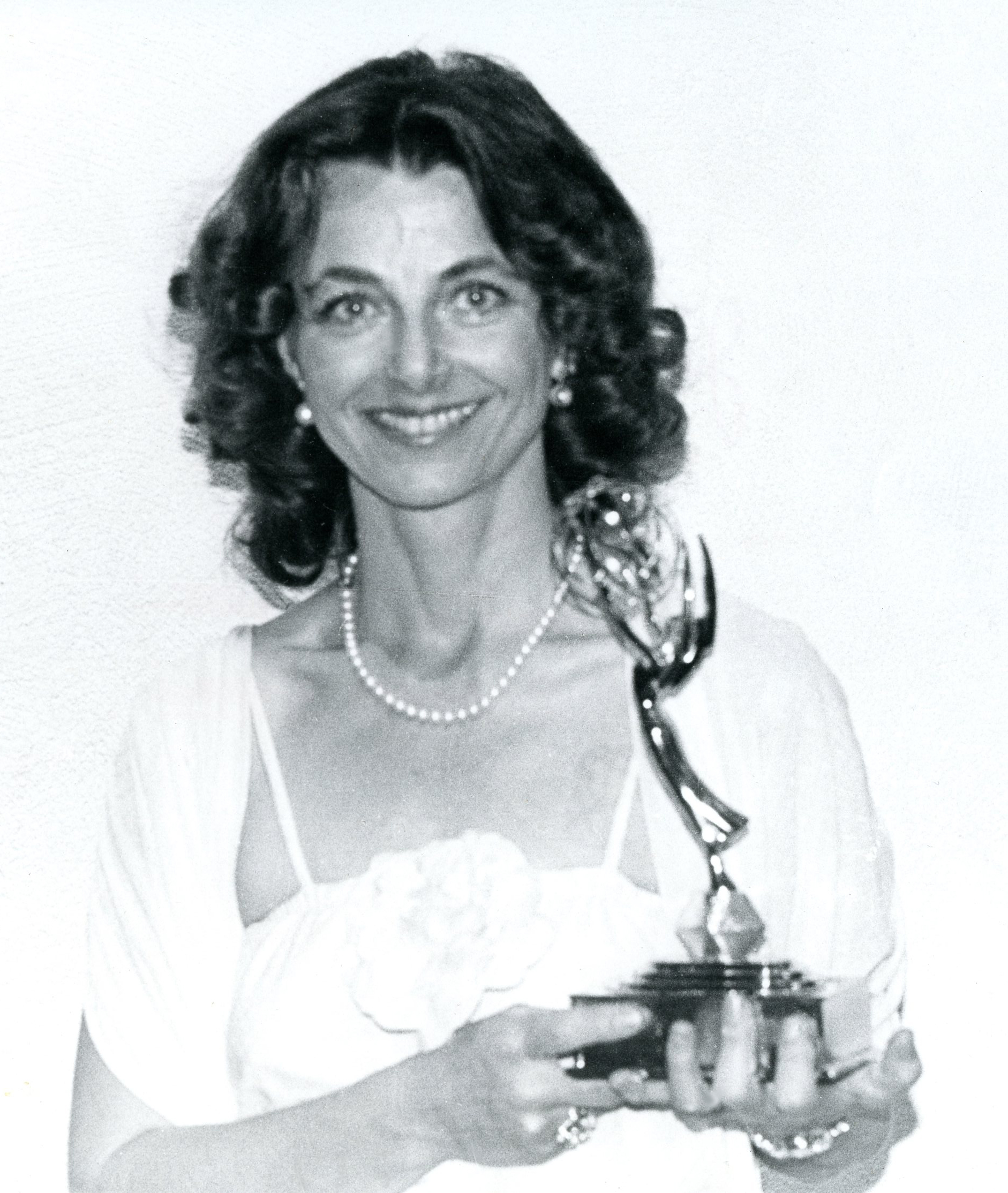
Linda Moulton Howe (* 1942)

- Howe, Liz (1959–2019), britische Ökologin und Herpetologin
- Howe, Lois (1864–1964), US-amerikanische Architektin
- Howe, Margaret (* 1958), kanadische Sprinterin
- Howe, Mark (* 1955), kanadisch-US-amerikanischer Eishockeyverteidiger
- Howe, Marshall Avery (1867–1936), US-amerikanischer Botaniker
- Howe, Marty (* 1954), US-amerikanischer Eishockeyspieler
- Howe, Mary (1882–1964), US-amerikanische Pianistin und Komponistin
- Howe, Oscar (1915–1983), US-amerikanischer Native American-Maler
- Howe, Paul (* 1965), britischer Schwimmer
- Howe, Richard, 1. Earl Howe (1726–1799), britischer Flottenadmiral und Erster Lord der Admiralität
- Howe, Robert (1732–1786), Generalmajor in North Carolina während des amerikanischen Unabhängigkeitskriegs
- Howe, Robert (1893–1981), britischer Diplomat
- Howe, Robert (1925–2004), australischer Tennisspieler
- Howe, Roger (* 1945), US-amerikanischer Mathematiker
- Howe, Samuel Gridley (1801–1876), Gründer der Perkins School for the Blind
- Howe, Steve (* 1947), britischer GitarristSteve Howe (* 1947)

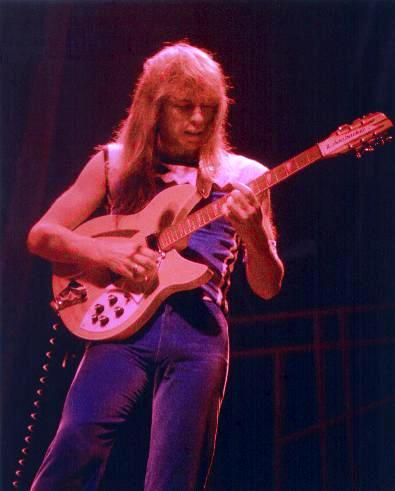
Steve Howe (* 1947)

- Howe, Susan (* 1937), US-amerikanische Dichterin
- Howe, Syd (1911–1976), kanadischer Eishockeyspieler
- Howe, Thomas Marshall (1808–1877), US-amerikanischer Politiker
- Howe, Thomas Y. junior (1801–1860), US-amerikanischer Jurist und Politiker
- Howe, Timothy Otis (1816–1883), US-amerikanischer Jurist und Politiker
- Howe, Tom (* 1977), britischer Komponist
- Howe, William (1803–1852), US-amerikanischer Brückenbau-Ingenieur, Erfinder von Fachwerkbrücken mit Howeträgern
- Howe, William Henry (1846–1929), US-amerikanischer Landschafts- und Tiermaler
- Howe, William Wirt (1833–1909), US-amerikanischer Jurist
- Howe, William, 5. Viscount Howe (1729–1814), britischer General und Oberbefehlshaber der britischen Streitkräfte während des Amerikanischen Unabhängigkeitskrieges
- Höwedes, Benedikt (* 1988), deutscher Fußballspieler
- Howeidi, Amin (1921–2009), ägyptischer Politiker
- Howejan, Howik (* 1956), armenischer Schriftsteller und Politiker
- Höweler, Gerard (1940–2021), niederländischer Bildhauer
- Howell der Gute († 950), walisischer König
- Howell Taylor, Lynette (* 1979), Filmproduzentin
- Howell, A. Brazier (1886–1961), US-amerikanischer Mammaloge
- Howell, Arthur Holmes (1872–1940), US-amerikanischer Zoologe
- Howell, Bailey (* 1937), US-amerikanischer Basketballspieler
- Howell, Benjamin Franklin (1844–1933), US-amerikanischer Politiker
- Howell, Benjamin Franklin (1890–1976), US-amerikanischer Paläontologe und Geologe
- Howell, C. Thomas (* 1966), US-amerikanischer SchauspielerC. Thomas Howell (* 1966)

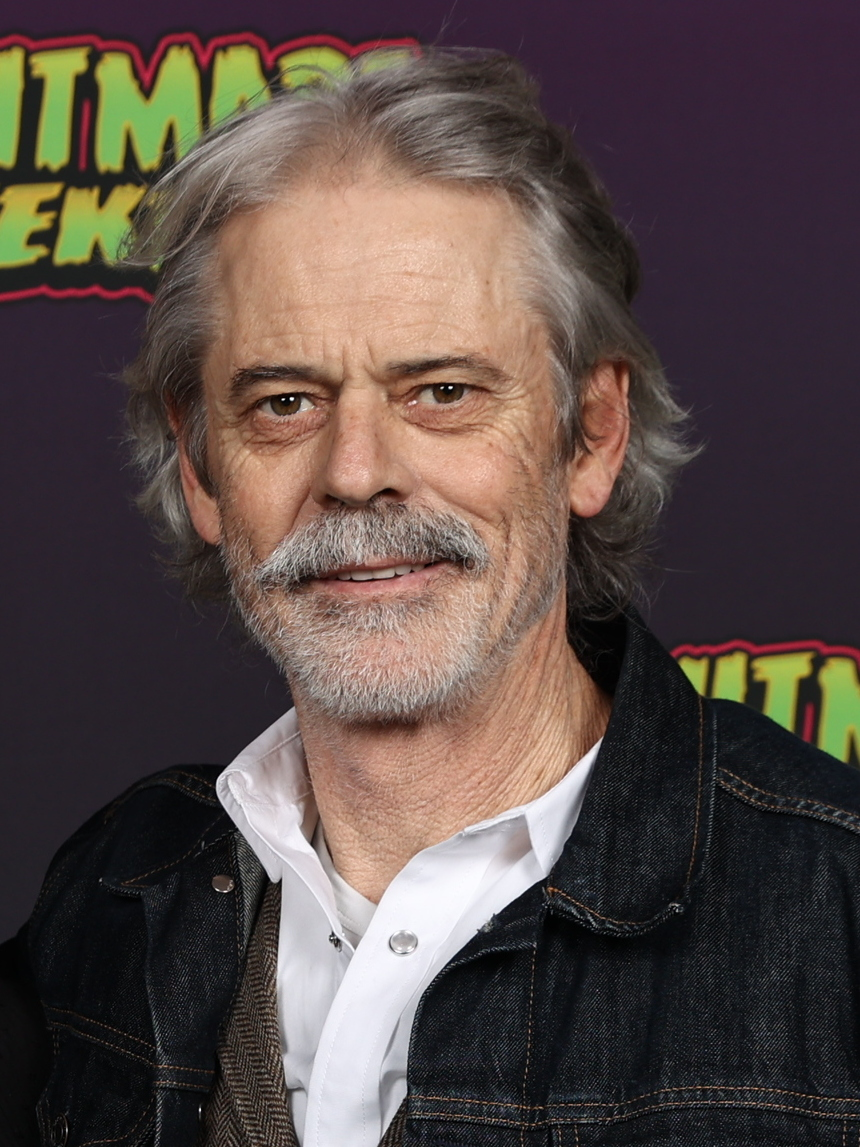
C. Thomas Howell (* 1966)

- Howell, Charles III (* 1979), US-amerikanischer Golfer
- Howell, Charles R. (1904–1973), US-amerikanischer Politiker
- Howell, Charmaine (* 1975), jamaikanische Leichtathletin
- Howell, Dan (* 1991), britischer Blogger
- Howell, Dara (* 1994), kanadische Freestyle-Skisportlerin
- Howell, David (1747–1824), US-amerikanischer Jurist und Politiker
- Howell, David (* 1975), englischer Golfer
- Howell, David (* 1990), englischer SchachgroßmeisterDavid Howell (* 1990)

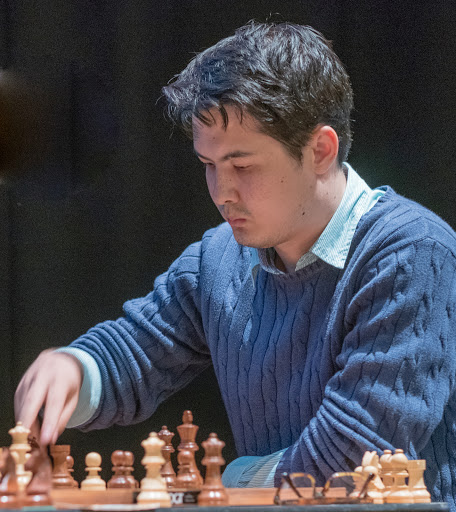
David Howell (* 1990)

- Howell, David, Baron Howell of Guildford (* 1936), britischer Politiker (Conservative Party), Mitglied des House of Commons, Journalist und Berater
- Howell, Davonte (* 2005), britischer Sprinter (Cayman Islands)
- Howell, Denis (* 1994), deutscher E-Sportler
- Howell, Dorothy (1898–1982), englische Komponistin und Pianistin
- Howell, Edward (1792–1871), US-amerikanischer Jurist und Politiker
- Howell, Elias (1792–1844), US-amerikanischer Politiker
- Howell, Francis Clark (1925–2007), US-amerikanischer Paläoanthropologe
- Howell, Gemma (* 1990), britische Judoka
- Howell, George (1859–1913), US-amerikanischer Politiker
- Howell, George Evan (1905–1980), US-amerikanischer Jurist und Politiker
- Howell, Gerran (* 1991), walisischer Schauspieler
- Howell, Hammy (1954–1999), britischer Pianist und Keyboarder
- Howell, Harry (1932–2019), kanadischer Eishockeyspieler, -trainer, -funktionär und -scout
- Howell, Hazel (1898–1965), US-amerikanische Schauspielerin
- Howell, Henry E. (1920–1997), US-amerikanischer Politiker
- Howell, Hoke (1929–1997), US-amerikanischer Schauspieler
- Howell, Jack (1899–1967), US-amerikanischer Schwimmer
- Howell, James B. (1816–1880), US-amerikanischer Politiker (Republikanische Partei)
- Howell, Janet (* 1944), US-amerikanische Politikerin (Demokratische Partei)
- Howell, Jeremiah B. (1771–1822), US-amerikanischer Politiker
- Howell, John (1914–1993), britischer Filmarchitekt
- Howell, John White (1857–1937), amerikanischer Elektroingenieur
- Howell, Joseph (1857–1918), US-amerikanischer Politiker
- Howell, Juliette (* 1967), Filmproduzentin
- Howell, Justin Thomas (* 2000), US-amerikanischer Schauspieler
- Howell, Kenneth Michael (* 1958), australischer Geistlicher, römisch-katholischer Bischof von Toowoomba
- Howell, Leonard P. (1898–1981), jamaikanischer Bürgerrechtler
- Howell, Makini, US-amerikanische Köchin
- Howell, Maria, US-amerikanische Schauspielerin
- Howell, Matilda (1859–1939), US-amerikanische Bogenschützin
- Howell, Maxwell L. (1927–2014), australischer Rugbyspieler, Sporthistoriker, Sportwissenschaftler, Physiologe
- Howell, Michael E. (* 1933), britischer Diplomat
- Howell, Nathaniel W. (1770–1851), US-amerikanischer Jurist und Politiker
- Howell, Peg Leg (1888–1966), US-amerikanischer Blues-Gitarrist, Sänger und Songschreiber
- Howell, Rab (1867–1937), englischer Fußballspieler
- Howell, Richard (1754–1802), US-amerikanischer Politiker
- Howell, Richard (1903–1967), US-amerikanischer Schwimmer
- Howell, Richard (* 1953), US-amerikanischer Jazz-Saxophonist
- Howell, Robert B. (1864–1933), US-amerikanischer Politiker
- Howell, Sam (* 2000), US-amerikanischer American-Football-SpielerSam Howell (* 2000)

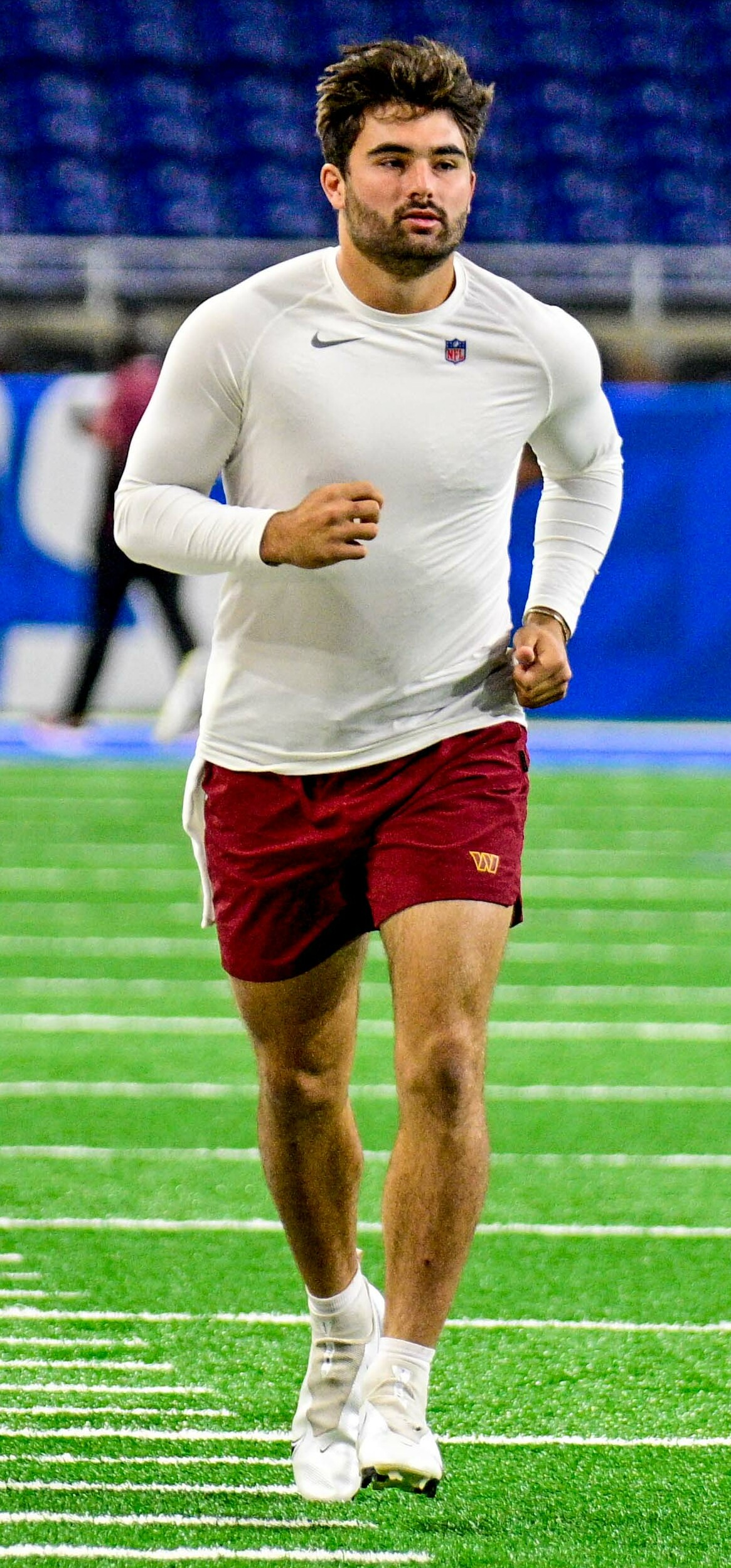
Sam Howell (* 2000)

- Howell, Shanayah (* 1999), arubanische Radrennfahrerin
- Howell, Walter (* 1929), australischer Ruderer
- Howell, Ward (1910–1980), US-amerikanischer Unternehmensberater
- Howell, Yvonne (1905–2010), US-amerikanische Schauspielerin
- Howell-Baptiste, Kirby (* 1987), britische Schauspielerin und Autorin
- Howells, Anthony (1832–1915), US-amerikanischer Geschäftsmann und Politiker
- Howells, Barrie, kanadischer Filmproduzent und Filmeditor
- Howells, Danny (* 1970), englischer House-DJ und -Produzent
- Howells, David (* 1967), englischer Fußballspieler
- Howells, Geraint Wyn, Baron Geraint (1925–2004), britischer Politiker (Independent und Liberal Democrats), Mitglied des House of Commons
- Howells, Herbert (1892–1983), englischer Komponist
- Howells, Jack (1913–1990), walisischer Schullehrer, Dokumentarfilmer, Filmregisseur und Drehbuchautor
- Howells, Ron (1935–2014), walisischer Fußballspieler
- Howells, Rosalind, Baroness Howells of St Davids (* 1931), britische Politikerin (Labour) und Mitglied des House of Lords
- Howells, Sarah, britische Trance-Sängerin
- Howells, Ursula (1922–2005), britische Theater-, Film- und Fernsehschauspielerin
- Howells, William Dean (1837–1920), US-amerikanischer Schriftsteller, Literaturkritiker und Zeitungsredakteur
- Howells, William W. (1908–2005), US-amerikanischer Anthropologe
- Howelsen, Carl (1872–1955), US-amerikanischer Skisportler
- Howen, August von der (1803–1868), kurländischer Landesbeamter
- Howen, Axel Friedrich von (1845–1911), deutsch-baltischer Bauingenieur und Architekt
- Howen, Elisabeth von der (1834–1923), deutsch-baltische Lehrerin
- Höwen, Georg von († 1542), Obervogt von Tuttlingen
- Howen, Otto Christopher von der (1699–1775), kurländisch-semgallischer Beamter und Politiker
- Howen, Otto Christopher von der (1774–1848), deutsch-baltischer Offizier sowie Amateur-Künstler, Zeichner und Aquarellist
- Howen, Otto Hermann von der (1740–1806), kurländischer Politiker
- Hower, Nancy (* 1966), US-amerikanische Film- und Theaterschauspielerin sowie MusikerinNancy Hower (* 1966)

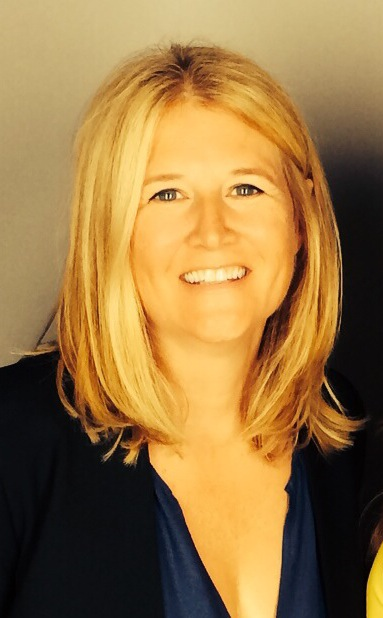
Nancy Hower (* 1966)

- Howera, Jossafat Oleh (* 1967), ukrainischer Geistlicher, Erzbischöflicher Exarch von Luzk
- Howera, Wassyl (* 1972), ukrainischer Geistlicher und Apostolischer Administrator von Kasachstan
- Howerd, Frankie (1917–1992), britischer Schauspieler und Komiker
- Howerton, Glenn (* 1976), US-amerikanischer Schauspieler
- Howery, Lil Rel (* 1979), US-amerikanischer Filmschauspieler, Comedian und Drehbuchautor
- Howes, Alex (* 1988), US-amerikanischer Cyclocross- und Straßenradrennfahrer
- Howes, Christian (* 1972), US-amerikanischer Jazz-Geiger
- Howes, Edith (1872–1954), neuseeländische Lehrerin, Pädagogin und Autorin von Kinderbüchern
- Howes, George (1814–1892), US-amerikanischer Politiker, Treasurer von Vermont
- Howes, Sally Ann (1930–2021), britische Schauspielerin
- Howes, Thomas (* 1986), britischer Film- und Theaterschauspieler
- Howet, Marie (1897–1984), belgische Illustratorin und Malerin des Expressionismus
- Howey, Benjamin Franklin (1828–1893), US-amerikanischer Politiker
- Howey, Brianne (* 1989), US-amerikanische SchauspielerinBrianne Howey (* 1989)

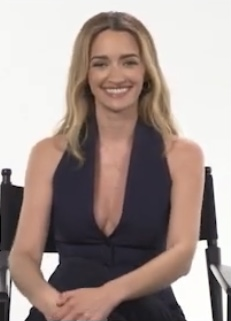
Brianne Howey (* 1989)

- Howey, Elsie (1884–1963), englisch-britische Suffragette
- Howey, Gisela (1939–2010), deutsche Politikerin (SPD), MdBB
- Howey, Hugh (* 1975), US-amerikanischer Science-Fiction-Schriftsteller
- Howey, Kate (* 1973), britische Judoka
- Howey, Steve (* 1971), englischer Fußballspieler
- Howey, Steve (* 1977), US-amerikanischer SchauspielerSteve Howey (* 1977)

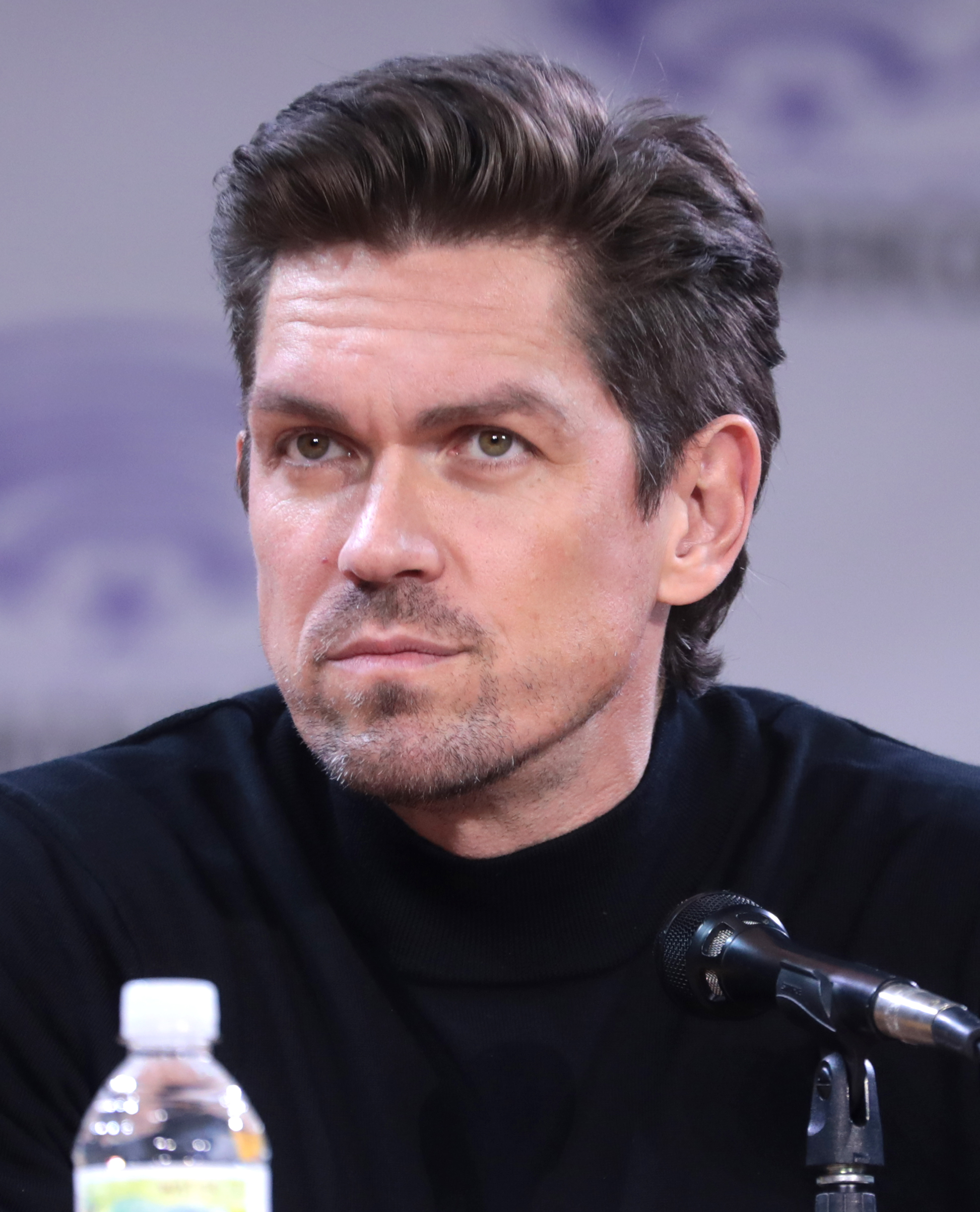
Steve Howey (* 1977)

### Howg
- Howgego, Christopher (* 1957), britischer Numismatiker
- Howgill, Francis (1618–1668), Prediger und Autor des jungen Quäkertum

### Howh
- Howhannesijan, Nesin (* 1976), deutscher Kontrabassist und Komponist mit armenisch-hugenottischen Wurzeln
- Howhannisjan, Arpine (* 1983), armenische Politikerin und Rechtsanwältin
- Howhannisjan, Artur (* 1996), armenischer Boxer
- Howhannisjan, Choren (* 1955), sowjetischer und armenischer Fußballspieler
- Howhannisjan, Edgar (1930–1998), armenischer Komponist
- Howhannisjan, Larissa (* 1988), armenische Social Entrepreneur und Bildungsaktivistin
- Howhannisjan, Robert (* 1991), armenischer Schachspieler
- Howhannisjan, Sanassar (* 1960), armenischer Ringer
- Howhannisjan, Wahan (1956–2014), armenischer Politiker und Diplomat

### Howi
- Howick, Jim (* 1979), englischer Schauspieler und Autor
- Howie, Archibald (* 1934), britischer Physiker
- Howie, Hugh (1924–1958), schottischer Fußballspieler und Journalist
- Howie, John Mackintosh (1936–2011), britischer Mathematiker und Hochschullehrer
- Howie, Niven (* 1964), britischer Filmeditor
- Howie, Robert (1929–2017), kanadischer Rechtsanwalt und Politiker der Progressiv-konservativen Partei (PC)
- Howie, Robert A. (1923–2012), britischer Petrologe und Mineraloge
- Howie, William, Baron Howie of Troon (1924–2018), britischer Politiker (Labour)
- Howiller, Helmut (1943–2024), deutscher Judoka
- Howitt, Alfred (1830–1908), Geologe, Anthropologe und Entdeckungsreisender
- Howitt, Anna Mary (1824–1884), britische Malerin, Schriftstellerin und Spiritistin
- Howitt, Mary (1799–1888), englische Schriftstellerin
- Howitt, Peter (1928–2021), britischer Set Decorator und Artdirector
- Howitt, Peter (* 1957), britischer Schauspieler, Filmregisseur und Drehbuchautor
- Howitt, Peter W. (* 1946), kanadischer Wirtschaftswissenschaftler an der Brown University
- Howitt, Richard (* 1961), britischer Politiker (Labour Party), MdEP
- Howitt, William (1792–1879), englischer Schriftsteller
- Howitz, Claus (1927–1997), deutscher Hochschullehrer und Politiker (DBD), MdV
- Howitz, Frantz Gotthard (1789–1826), dänischer Mediziner und Hochschullehrer

### Howl
- Howl III, Thirstin, US-amerikanischer Rapper
- Howl, Chlöe (* 1995), britische Popsängerin
- Howlader, Lawrence Subrata (* 1965), bangladeschischer Ordensgeistlicher und römisch-katholischer Erzbischof von Chittagong
- Howlan, George William (1835–1911), kanadischer Politiker, Vizegouverneur von Prince Edward Island
- Howland, Alfred Cornelius (1838–1909), US-amerikanischer Genremaler, Porträtmaler und Landschaftsmaler
- Howland, Benjamin (1755–1821), US-amerikanischer Politiker
- Howland, Beth (1941–2015), US-amerikanische Schauspielerin
- Howland, Chris (1928–2013), britischer Schlagersänger, Radio- und Fernsehmoderator, Schauspieler und BuchautorChris Howland (1928–2013)

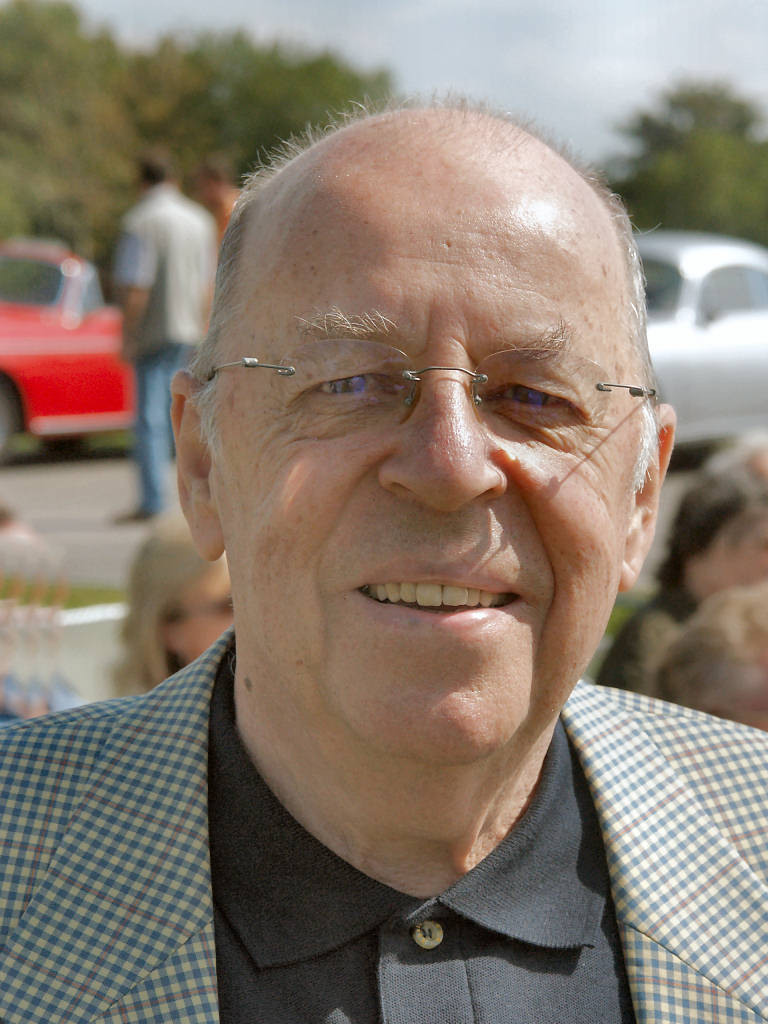
Chris Howland (1928–2013)

- Howland, Emily (1827–1929), US-amerikanische Pädagogin und Philanthropin
- Howland, Fred A. (1864–1953), US-amerikanischer Politiker, Anwalt und Geschäftsmann
- Howland, Joseph (1834–1886), US-amerikanischer Offizier, Politiker und Philanthrop
- Howland, Kim (* 1965), deutscher Kameramann
- Howland, L. Paul (1865–1942), US-amerikanischer Politiker (Republikanische Partei)
- Howland, Olin (1886–1959), US-amerikanischer Film- und Theaterschauspieler
- Howland, Oliver Aiken (1847–1904), kanadischer Rechtsanwalt, Politiker und 31. Bürgermeister von Toronto
- Howland, Robert (1905–1986), britischer Kugelstoßer
- Howland, Sue (* 1960), australische Speerwerferin
- Howland, William Holmes (1844–1893), kanadischer Kaufmann, Sozialreformer und Politiker
- Howland, William Pearce (1811–1907), kanadischer Politiker, Vizegouverneur von Ontario
- Howle, Billy (* 1989), britischer Theater- und Filmschauspieler
- Howles, Aaron Christian (* 1993), US-amerikanischer Schauspieler
- Howlett, Ben (* 1986), britischer Politiker, Mitglied des House of Commons
- Howlett, Doug (* 1978), neuseeländischer Rugby-Union-Spieler
- Howlett, Edwin (1835–1914), britischer Kutscher und Lehrer für Fahrsport
- Howlett, Geoffrey (1930–2022), britischer Heeresoffizier, General
- Howlett, Liam (* 1971), britischer MusikerLiam Howlett (* 1971)

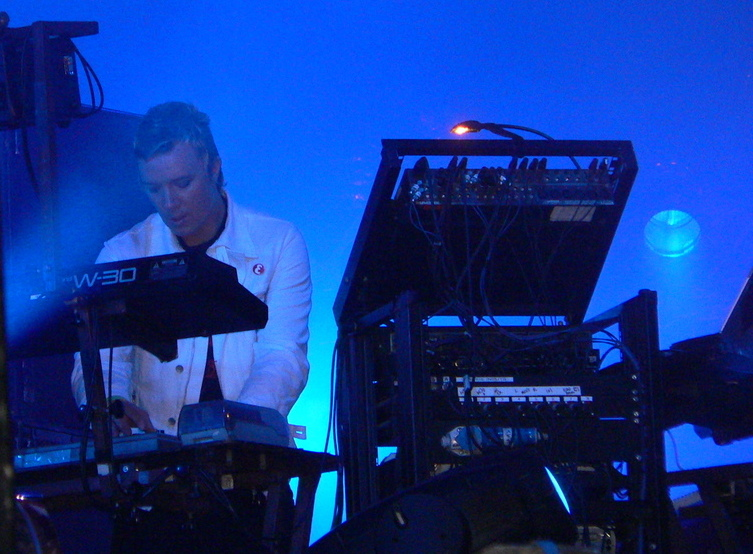
Liam Howlett (* 1971)

- Howlett, Mike (* 1950), fidschianischer Musiker und Produzent
- Howley, Chuck (* 1936), US-amerikanischer Footballspieler
- Howley, Frank L. (1903–1993), US-amerikanischer Brigadegeneral der United States Army und später Vizekanzler der New York University
- Howley, Kevin (1924–1997), englischer Fußballschiedsrichter
- Howley, Lewis, englischer Wrestler und Model
- Howley, Peter (* 1946), US-amerikanischer Pathologe und Virologe
- Howley, Ryan (* 2003), walisischer Fußballspieler
- Howley, William (1766–1848), englischer Geistlicher, Bischof von London und Erzbischof von Canterbury
- Howlin’ Wolf (1910–1976), US-amerikanischer Blues-Musiker
- Howlin, Brendan (* 1956), irischer Politiker
- Howly, Richard († 1784), Gouverneur von Georgia

### Howo
- Howorow, Andrij (* 1992), ukrainischer Schwimmer
- Howorowa, Olena (* 1973), ukrainische Dreispringerin

### Howq
- Howqua (1769–1843), chinesischer Kaufmann

### Howr
- Howrey, Meg, US-amerikanische Schriftstellerin

### Hows
- Howse, S. E., US-amerikanischer Filmtechniker und Erfinder
- Howsepjan, Sargis (* 1972), armenischer Fußballspieler und -trainer
- Howsepjan, Watsche (1925–1987), armenischer Dudukspieler
- Howser, Huell (1945–2013), US-amerikanischer Moderator und Produzent
- Howship, John (1781–1841), englischer Mediziner, Chirurg und pathologischer Anatom
- Howson, Damien (* 1992), australischer Radrennfahrer
- Howson, Joan (1885–1964), britische Glasmalerin des Arts and Crafts Movements
- Howson, Jonathan (* 1988), englischer Fußballspieler
- Howson, Matthew (* 1983), britischer Automobilrennfahrer
- Howson, Peter (* 1958), schottischer Maler
- Howson, Scott (* 1960), kanadischer Eishockeyspieler
- Howson, Susan (* 1973), britische Mathematikerin

### Howu
- Howunz, Gagik (1930–2019), armenisch-sowjetischer Komponist

### Howz
- Howze, Hamilton H. (1908–1998), US-amerikanischer General der Army
- Howze, Joseph Lawson (1923–2019), US-amerikanischer Geistlicher, römisch-katholischer Bischof von Biloxi
- Howze, Robert L. (1864–1926), US-amerikanischer Offizier, Generalleutnant der US-Army
- Howze, Robert L. Jr. (1903–1983), US-amerikanischer General